# 2009 en els vols espacials
Aquest article és una llista d'esdeveniments de vols espacials relacionats que es van produir el 2009. Els vols espacials més destacats en aquest any es poden incloure el primer llançament orbital de l'Iran, es llança el primer satèl·lit suís i el primer llançament d'un coet de Nova Zelanda. Els coets H-IIB i Naro-1 realitzen els seus respectius vols inaugurals, mentre que el Tsyklon-3, Falcon 1 i Ariane 5GS són retirats del servei. La tripulació permanent de l'Estació Espacial Internacional es va augmentar de tres a sis al maig, i en els pocs últims mesos de l'any, es va realitzar la primera missió d'abastiment espacial japonesa, el HTV-1, va ser conduït amb èxit.

## Visió general

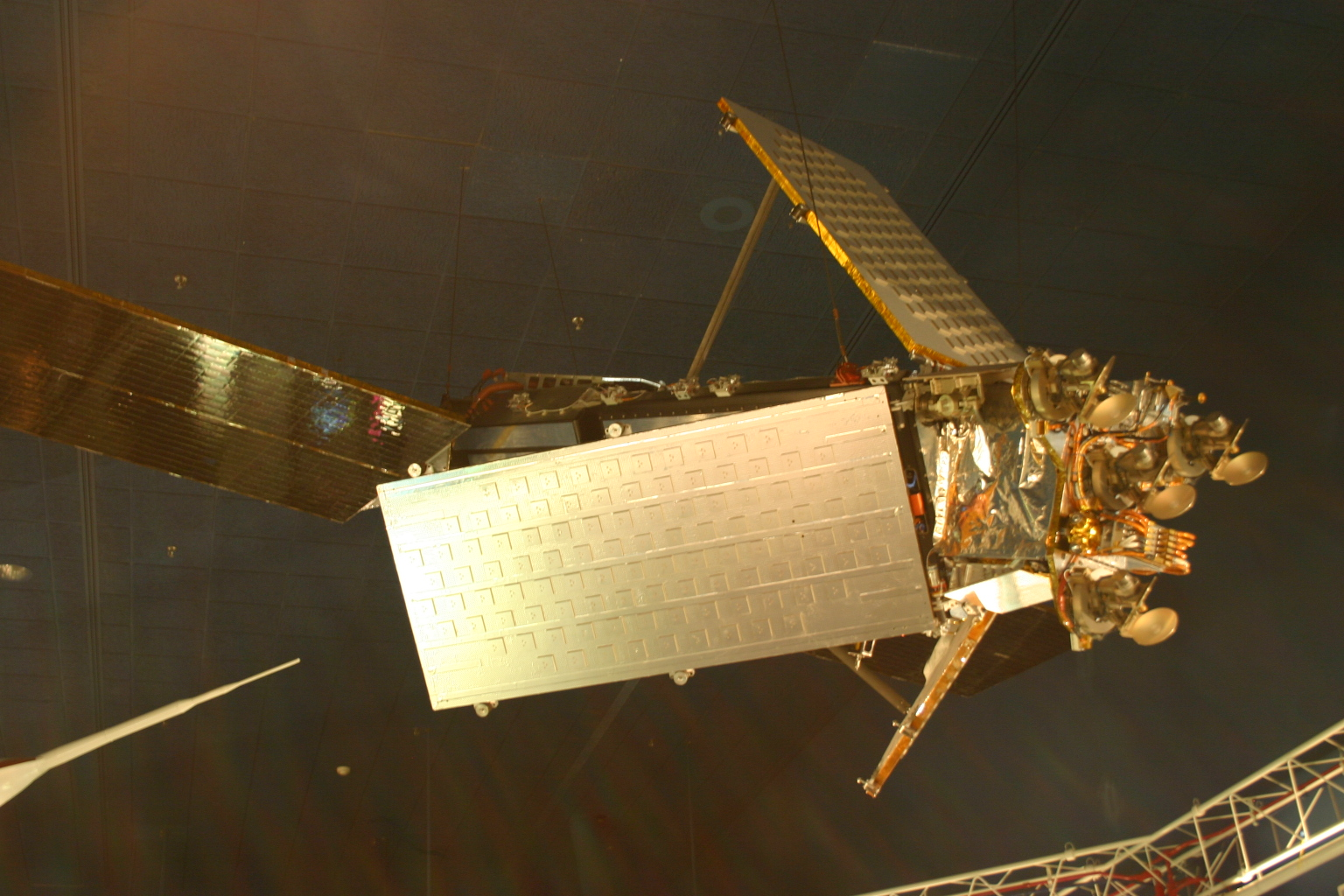
Un satèl·lit Iridium

La definició acceptada internacionalment de vol espacial és la de qualsevol vol que travessa la línia de Kármán, 100 quilòmetres per sobre del nivell del mar. El primer llançament cap a l'espai de l'any va ser un Delta IV, transportant el satèl·lit USA-202 ELINT, des del Cape Canaveral Air Force Station a les 02:47 GMT del 18 de gener. També va ser el primer llançament orbital de l'any.
El 2 de febrer, Iran va realitzar el primer llançament orbtial amb èxit, quan un Safir va situar el satèl·lit Omid en òrbita terrestre baixa.
A les 16:56 GMT del 10 de febrer, va tenir lloc la primera gran col·lisió entre dos satèl·lits en òrbita, resultant la destrucció del Kosmos 2251 i el Iridium 33, llançats el 1993 i 1997 respectivament. Fins a la col·lisió, el Iridium 33 va ser operacional, i formava part de la xarxa de satèl·lits Iridium, mentre que el Kosmos 2251 era una peça inactiva de brossa espacial.
El 25 d'agost, el coet russo-sud-coreà Naro-1 va realitzar el seu primer vol inaugural el 25 d'agost, resultant la primera participació de Corea del Sud en dur a terme un intent de llançament de satèl·lits, però, el coet no va poder arribar a l'òrbita després de la seva separació de la càrrega útil.

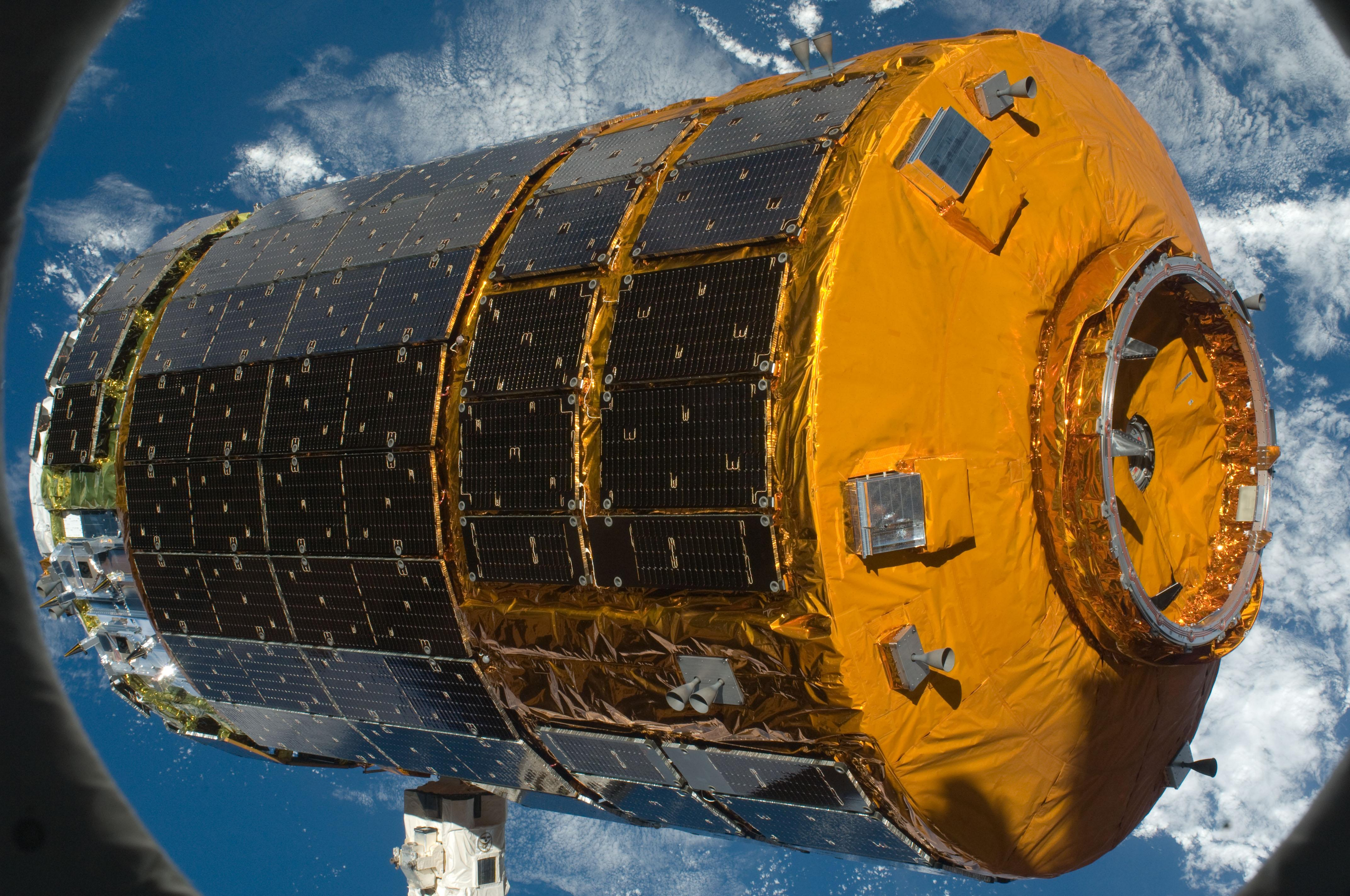
HTV-1 arribant a l'ISS

El primer vol del coet transportador Falcon 9 per part de SpaceX estava previst produir-se en novembre, però es va retardar fins al febrer del 2010 per tenir més temps per als preparatius. La SpaceX Dragon, una nau espacial logística comercial no tripulada va ser desenvolupada com a part del programa COTS de la NASA, també tenia previst fer el seu primer vol el 2009, però, la seva posada en marxa també es va retardar el 2010 com a resultat de retards en la construcció. El primer vehicle de transferència H-II, l'HTV-1, va ser llançat amb èxit en el seu vol inaugural a bord del coet transportador H-IIB el 10 de setembre. El primer satèl·lit suís, SwissCube-1, va ser llançat el 23 de setembre a bord d'un PSLV.
El 18 de desembre, l'Ariane 5GS va realitzar el seu vol final, situant el satèl·lit Helios-IIB en òrbita heliosíncrona. L'últim llançament orbital de l'any es va realitzar onze dies després, el 29 de desembre, quan un Proton-M amb tram superior de Briz-M va enlairar-se amb el satèl·lit DirecTV-12.

## Exploració espacial
Encara que no es van enviar sondes planetàries en el 2009, es van situar en òrbita quatre observatoris astronòmics. La nau Kepler, que va ser llançada per un Delta II el 7 de març, va entrar en una òrbita heliocèntrica final de la Terra des d'on es buscaria exoplanetes. El 14 de maig, es va llançar a través d'un Ariane 5ECA les naus espacials Herschel i Planck. Ambdues es van col·locar al punt de Lagrange L₂ entre la Terra i el Sol, des d'on s'utilitzarien per a l'astronomia. Herschel transporta un telescopi d'infraroigs mentre que el Planck és òptic. El quart observatori a ser llançat va ser el Wide-field Infrared Survey Explorer, o WISE, que és un substitut per al Wide Field Infrared Explorer que va fallar poc després del llançament. El WISE va ser llançat cap a una òrbita heliosíncrona gràcies a un Delta II el 14 de desembre, i s'utilitza per a l'astronomia infraroja. Es van realitzar reparacions en el telescopi espacial Hubble durant el STS-125 fent-lo operatiu completament després d'una sèrie problemes de funcionament en el 2008.
Es van llançar dos sondes lunars en el 2009; el Lunar Reconnaissance Orbiter i el Lunar Crater Observation and Sensing Satellite van ser llançats en un sol coet Atlas V el 18 de juny. El LRO va entrar en òrbita selenocèntrica i va començar tot una sèrie d'experiments, mentre que el LCROSS va romandre unit al tram de coet Centaur del coet transportador, i va volar més enllà de la Lluna. Després d'orbitar la Terra dues vegades, el LCROSS es va separar de l'etapa superior i va impactar juntament amb el Centaur en el cràter Cabeus al pol sud de la Lluna, el 9 d'octubre. En observar l'impacte del Centaur, el LCROSS va poder confirmar la presència d'aigua a la Lluna. Diverses sondes lunars van cessar les seves operacions en el 2009; l'Okina va impactar a la cara oculta de la Lluna el 12 de febrer, el Chang'e 1 va ser desorbitat l'1 de març, després d'haver completat les seves operacions. El Kaguya va ser desorbitat també arran d'una missió amb èxit, impactant en el cràter Gill el 12 de juny. La nau Chandrayaan-1 va fallar el 29 d'agost, en operar per menys de la meitat de la seva vida útil dissenyada.
Les missions del Mars Science Laboratory i el Fobos-Grunt cap a Mart havien estat programades per als seu llançaments a finals del 2009, però tots dos es van retardar fins al 2011 per permetre més temps perquè les naus espacials siguin desenvolupades. El Fobos-Grunt, una missió de recull de mostres al satèl·lit natural marcià de Fobos, hagués sigut també la primera sonda planetària de la Xina, el Yinghuo-1.
Es van produir diversos acostaments el 2009, amb la Cassini continuant orbitant Saturn, passant a prop de diversos dels seus satèl·lits naturals. Al febrer, la Dawn va passar a 549 km de Mart, durant una maniobra d'assistència gravitatòria pel seu viatge cap al cinturó d'asteroides. Al setembre, el MESSENGER va realitzar el seu tercer i últim sobrevol de Mercuri abans d'entrar en òrbita en el 2011. Encara que el principal objectiu del sobrevol, era l'assoliment d'una assistència gravitacional, que va ser amb èxit, la nau espacial va entrar en mode a prova d'errors de manera curta en el seu acostament màxim, que va impedir gravar dades a mesura que es va sobrevolar el planeta. En novembre, la nau Rosetta va realitzar la seva tercera i última assistència gravitacional sobrevolant la Terra.

## Vol espacial tripulat

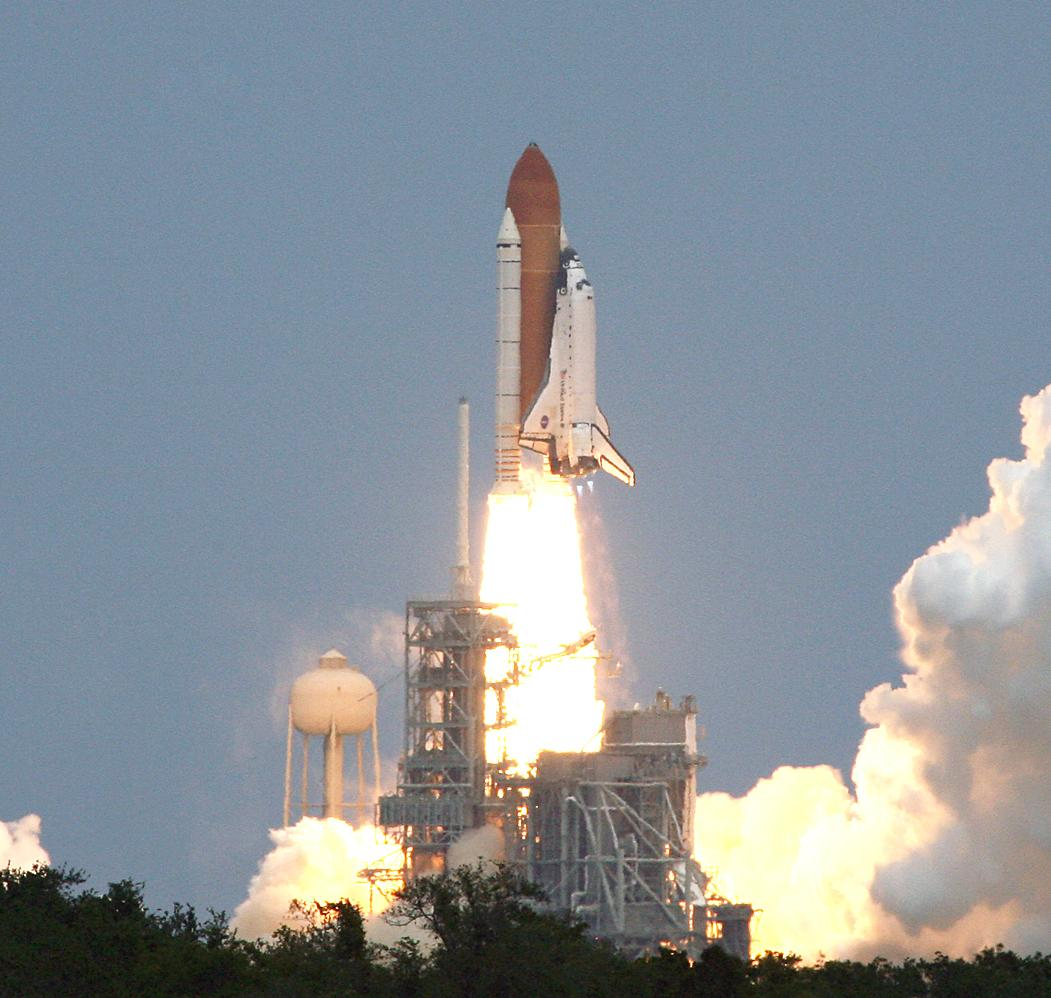
Llançament del Transbordador espacial Atlantis en el STS-125, l'últim vol de servei del Hubble

En aquest any hi va haver nou llançaments tripulats, la major quantitat des de 1997. El STS-119, amb el Transbordador espacial Discovery, va ser llançat el 15 de març. Es va instal·lar l'últim conjunt de panells solars a l'Estació Espacial Internacional. El Soiuz TMA-14, el 100è llançament del Soiuz, va lliurar la tripulació de l'Expedition 19 el març. Al maig, el Transbordador espacial Atlantis va conduir la missió final del servei al telescopi espacial Hubble, el STS-125. Diversos dies després, el Soiuz TMA-15 va ser llançat amb la tripulació de l'Expedition 20 cap a l'ISS, interposant el nombre total de la tripulació de l'ISS fins a sis per primera vegada. També va ser el 100è vol espacial tripulat del programa Soiuz, excloent la missió original Soiuz T-10 que no va poder arribar a l'espai. Al juliol, el Transbordador espacial Endeavour va llurar el component final del Japanese Experiment Module en la missió STS-127. En el STS-128, utilitzant el Discovery a l'agost, va lliurar subministraments utilitzant el Leonardo MPLM. Al setembre es va vEUe el llançament del Soiuz TMA-16, amb la tripulació de l'Expedition 21 de l'ISS. Aquest va ser la 100a missió tripulada Soiuz en assolir l'òrbita. Al novembre, el transbordador espacial Atlantis durant la missió STS-129, va lliurar dos EXPRESS Logistics Carrier cap a l'ISS. El vol tripulat final de l'any, el Soiuz TMA-17, va ser llançat el 20 de desembre amb la tripulació de l'Expedition 22 de l'ISS.

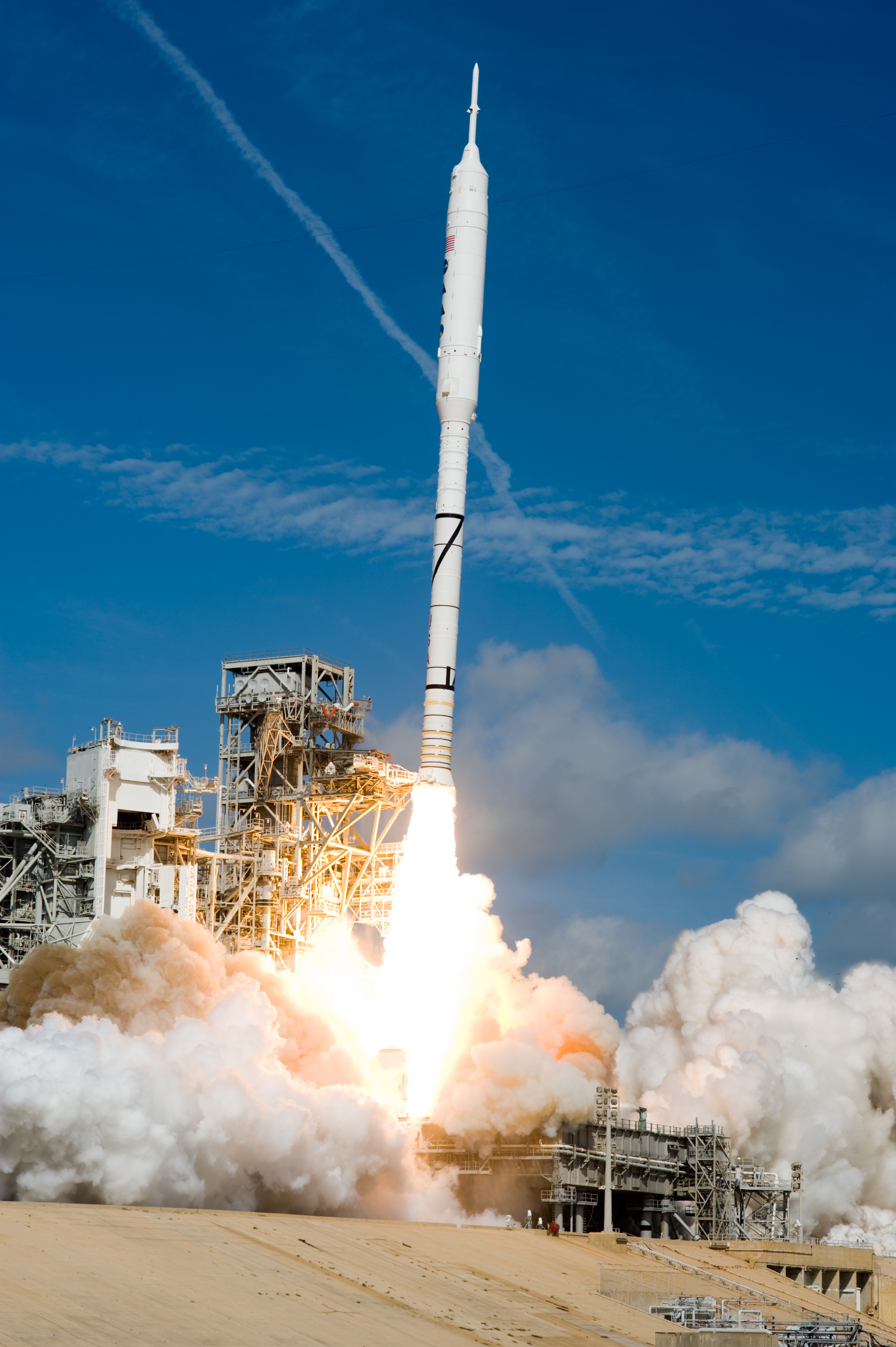
El llançament de l'Ares I-X

Encara que no és un vol espacial per dret propi, l'Ares I-X va realitzar un vol de proves el 28 d'octubre, amb el coet enlairant-se del Launch Complex 39B del Kennedy Space Center a les 15:30 GMT. El vol va ser amb èxit i va arribar a una altitud sobre els 46 km, dins de la part superior de l'atmosfera. Però hi va haver un error en el paracaigudes durant el descens a causa d'alguns danys en la primera etapa, que va ser recuperat.

## Errors de llançament

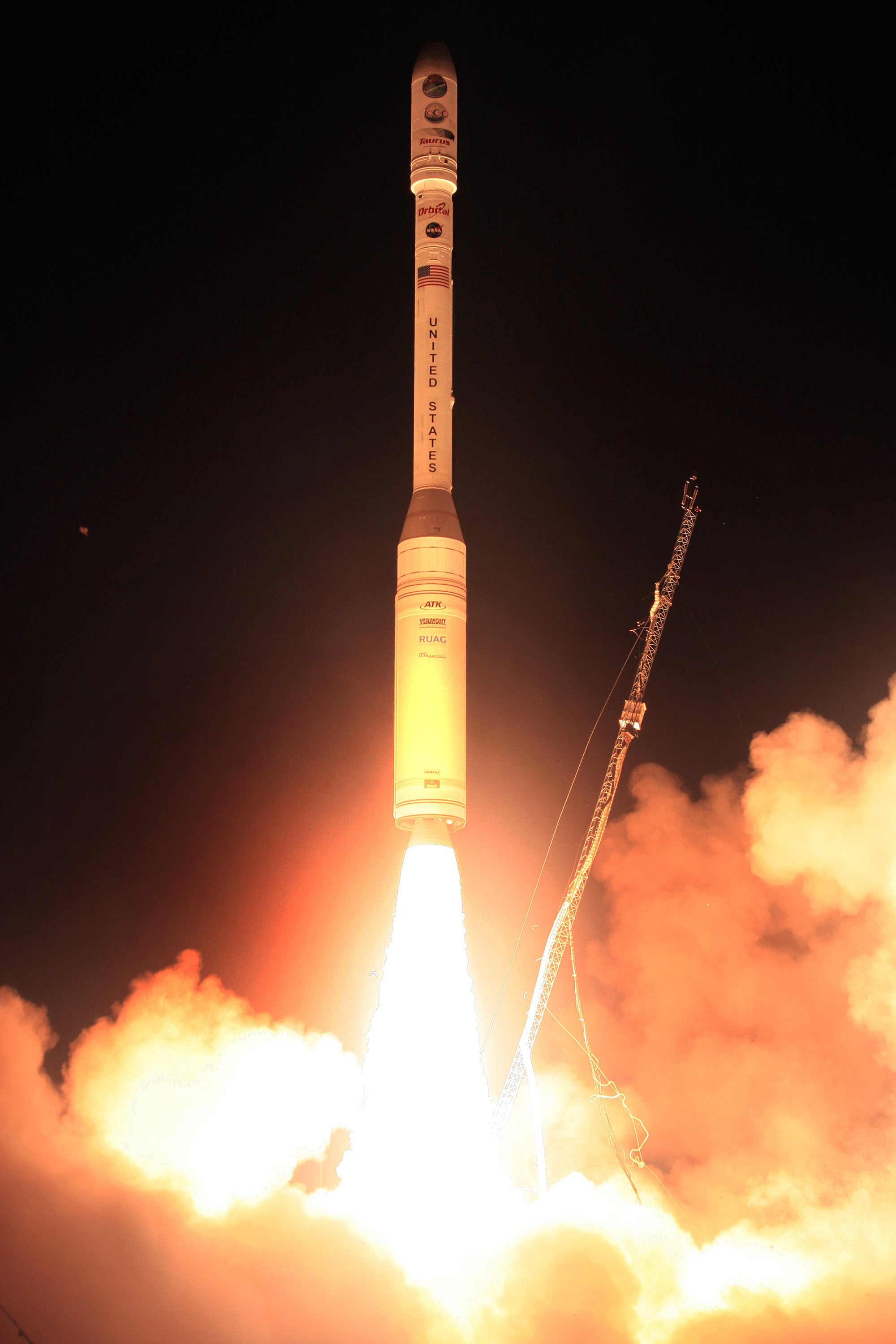
L'OCO és llançat per un Taurus

El 2009 hi va haver quatre errors de llançaments orbitals. El 24 de febrer, es va llançar un Taurus-XL des del Vandenberg Air Force Base a Califòrnia, Estats Units, amb el Orbiting Carbon Observatory. La càrrega útil va fallar en separar-se del coet, acabant l'etapa superior amb massa pes per arribar a l'òrbita. L'etapa, amb la nau espacial i la càrrega encara unida, va reentrar en l'atmosfera, baixant a la costa de l'Antàrtida. El segon error va ser un polèmic intent de llançament de Corea del Nord utilitzant un coet Unha per llançar el satèl·lit de comunicacions Kwangmyongsong-2. El llançament es va produir el 5 d'abril, i els nord-coreans van sostenir que va assolir l'òrbita amb èxit, però, no es van registrar objectes de velocitat orbital, i els sistemes de radar dels EUA van detectar que el coet va fracassar durant la ignició de la tercera etapa, amb restes caient en l'oceà Pacífic.
Un Soiuz-2.1a va patir un error durant el llançament del Meridian 2 el 21 de maig, a causa de la prematura etapa central del segon coet portador. El satèl·lit va ser situat en una òrbita més baixa del previst inicialment però va ser capaç de corregir-ho per mitjà del seu sistema de propulsió a bord, i el llançament es va registrar com a error parcial. En el moment del següent llançament del Meridian el 2010, es va confirmar que el satèl·lit no va poder corregir la seva pròpia òrbita, i que la missió era una un error total. El 25 d'agost, el coet Naro-1 va ser llançat com a vol inaugural, no obstant un quart de la càrrega no es va separar, i no va arribar a l'òrbita.
El 31 d'agost, un Llarga Marxa 3B va situar el satèl·lit Palapa-D en una òrbita més baixa del previst després de la seva tercera etapa durant la ignició del generador de gas, això va causar un error en el motor en l'inici de la segona ignició. El satèl·lit va ser capaç d'elevar a la seva òrbita correcta a costa de combustible que s'hauria utilitzat durant cinc o sis anys d'operacions.

## Resum de llançaments
En total, es van intentar llançar setanta-vuit llançaments orbitals, amb setanta-cinc sent catalogats assoliment de l'òrbita, i els tres són errors de llançaments, incloent-hi el llançament de Corea del Nord, sense catalogar. Aquest és un augment de nou intents en comparació amb el 2008, i vuit llançaments més en assoliment de l'òrbita. Això segueix una tendència de quatre anys d'augment de les taxes anuals de llançament. El National Space Science Data Center dels Estats Units va catalogar 123 naus espacials posats en òrbita pels llançaments que van tenir lloc el 2009.

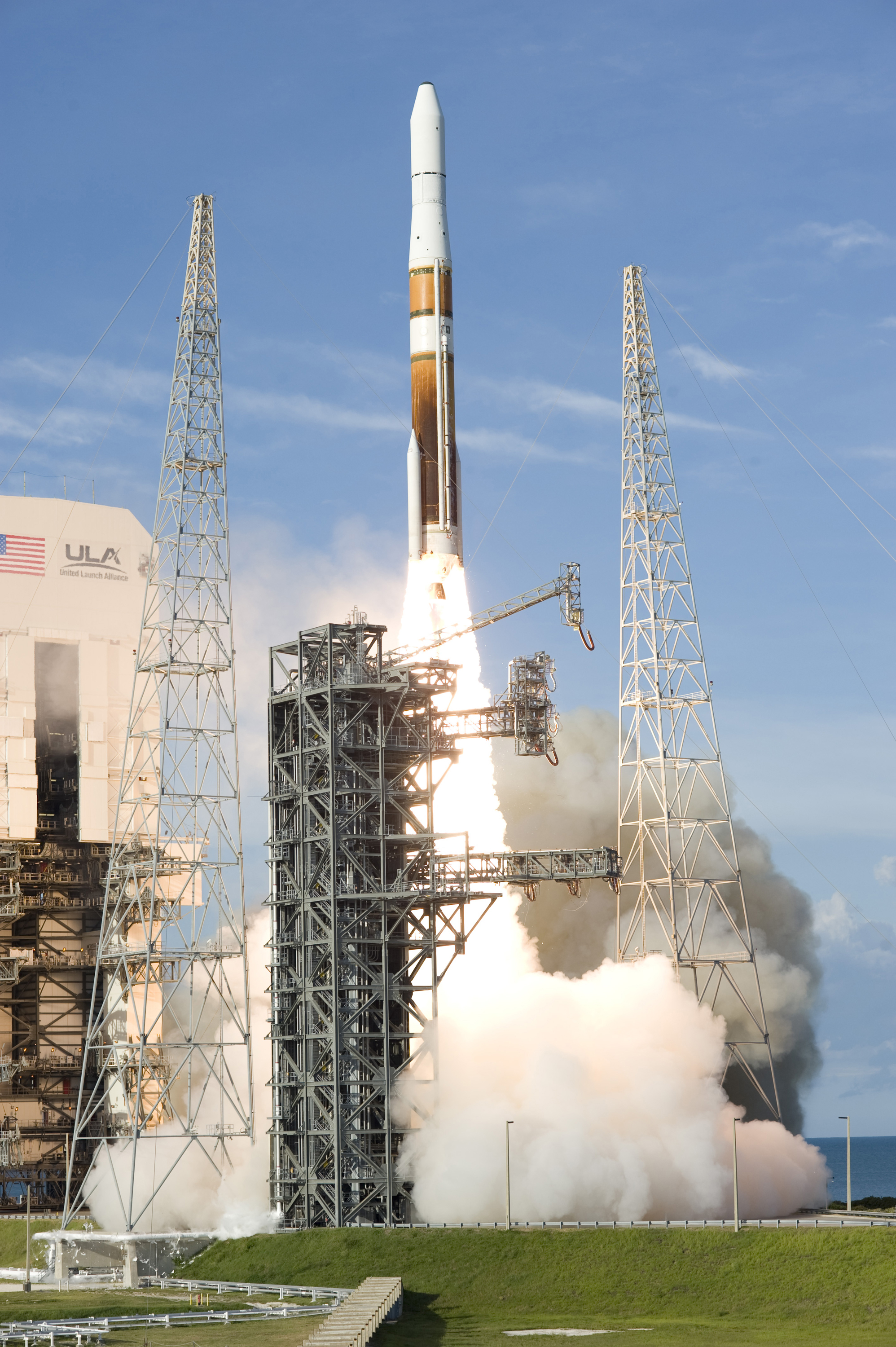
Llançament d'un Delta IV-M+(4,2) EELV amb el GOES 14

En aquest any es van veure llançaments suborbitals de coets sonda i míssils. El coet sonda Atea-1 de Nova Zelanda va ser llançat el 30 de novembre, realitzant el primer vol suborbital d'aquest país. Rússia va intentar dues vegades el llançament del seu míssil Bulava, però els dos llançaments van fracassar. El segon error, va tenir lloc el 9 de desembre, a causa d'una anomalia d'espiral que es va observar al cel de Noruega. El coet SpaceLoft-XL va experimentar un altre error de llançament durant el seu tercer vol, el 2 de maig. La secció de càrrega es va separar del coet, mentre que encara cremava, i com a resultat, el vehicle no va arribar a l'espai. Es portava les mostres de restes humanes incinerades pel Celestis, i experiments estudiantils.

### Per país
La Xina va realitzar sis llançaments el 2009; problemes amb els satèl·lits a principis de l'any, seguida per les conseqüències de l'error parcial de llançament a l'agost va comportar que molts llançaments previstos es retardessin fins al 2010. Europa va llançar set coets Ariane 5, sis en configuració ECA i un en GS. S'havia pensat també llançar el primer coet Vega, però, això es va retardar a causa de problemes de desenvolupament en curs, que ja havia deixat el projecte en diversos anys de retard. L'Índia va conduir dos llançaments del Polar Satellite Launch Vehicle, no obstant el primer vol d'una nova variant del Geosynchronous Satellite Launch Vehicle amb un tram d'etapa superior indi es va retardar fins al 2010. El Japó va conduir tres llançaments; amb el H-IIA, i el primer H-IIB. Rússia i l'antiga Unió Soviètica va conduir vint-i-nou llançaments. que no s'inclouen els programes de Sea Launch i Land Launch internacionals, amb quatre, i el sol llançament del Naro-1 en cooperació amb Corea del Sud.
Els Estats Units van realitzar vint-i-quatre intents de llançament, amb vuit Evolved Expendable Launch Vehicles; la majoria dels llançaments EELV en un sol any fins ara. Es van realitzar vuit llançaments Delta II, incloent-hi la seva última missió amb un satèl·lit GPS, i el seu últim vol amb una càrrega per les Forces Armades dels Estats Units d'Amèrica. Com que el programa Delta II va finalitzar, va ser desactivat el Space Launch Complex 17A del Cape Canaveral Air Force Station, una de les zones de llançament operacionals més antigues del món. L'SpaceX va ser llançat en un sol Falcon 1, que va situar amb èxit el satèl·lit en òrbita per primer cop. Aquest va ser el vol final del Falcon 1, que va ser retirat posteriorment del servei a favor del Falcon 1e. A l'inici de l'any, una maqueta de Falcon 9 va ser erigit en la seva plataforma de llançament de Canaveral, no obstant no es va realitzar el seu vol inaugural fins al 2010.
Sea Launch només va conduir un sol llançament en el 2009; un Zenit-3SL amb el Sicral 1B a l'abril. Al juny, l'empresa va ser declarada en fallida, i, posteriorment, es va perdre una sèrie de contractes de llançament. A finals de l'any s'estava esperant per reprendre els llançaments en el 2010. La seva filial, Land Launch, va realitzar tres llançaments. Iran va realitzar el primer llançament orbital indígena amb èxit, no obstant no es van realitzar llançaments planificats fins a acabar l'any. Corea del Nord va conduir un llançament que va ser afirmat com a èxit situant un satèl·lit en òrbita, no obstant això, no es va detectar cap satèl·lit sobre els països capaços de fer-ho. Israel no va informar d'haver planificat o fet un intent de llançament orbital.

## Llançaments
| Data i hora (UTC)       | Coet | Coet                                         | Plataforma de llançament                            | Plataforma de llançament                            | LSP                                               | LSP                                               |
| ----------------------- | --- | -------------------------------------------- | --------------------------------------------------- | --------------------------------------------------- | ------------------------------------------------- | ------------------------------------------------- |
| Data i hora (UTC)       | Càrrega útil | Operador                                     | Òrbita                                              | Funció                                              | Deteriorament (UTC)                               | Resultat                                          |
| Data i hora (UTC)       | Comentaris |                                              |                                                     |                                                     |                                                   |                                                   |
| Gener                   | |                                              |                                                     |                                                     |                                                   |                                                   |
| 18 de gener 02:47       | - Delta IV-H | - Delta IV-H                                 | - Cape Canaveral SLC-37B                            | - Cape Canaveral SLC-37B                            | - United Launch Alliance                          | - United Launch Alliance                          |
| 18 de gener 02:47       | - USA-202 (Mentor) | NRO                                          | Geosíncrona                                         | ELINT                                               | En òrbita                                         | Operacional                                       |
| 18 de gener 02:47       | Llançament del NRO 26 |                                              |                                                     |                                                     |                                                   |                                                   |
| 23 de gener 03:54       | - H-IIA 202 | - H-IIA 202                                  | - Tanegashima LA-Y1                                 | - Tanegashima LA-Y1                                 | - Mitsubishi                                      | - Mitsubishi                                      |
| 23 de gener 03:54       | - Ibuki (GOSAT) | JAXA                                         | Òrbita baixa                                        | Climatologia                                        | En òrbita                                         | Operacional                                       |
| 23 de gener 03:54       | - SDS-1 | JAXA                                         | Òrbita baixa                                        | Tecnologia                                          | En òrbita                                         | Reeixit                                           |
| 23 de gener 03:54       | - Sohla-1 (Maido-1) | SOHLA                                        | Òrbita baixa                                        | Tecnologia                                          | En òrbita                                         | Reeixit                                           |
| 23 de gener 03:54       | - Raijin (Sprite-Sat) | Tohoku                                       | Òrbita baixa                                        | Investigació en espectres roigs                     | En òrbita                                         | Error del vehicle                                 |
| 23 de gener 03:54       | - Kagayaki | Sorun                                        | Òrbita baixa                                        | Tecnologia                                          | En òrbita                                         | Error del vehicle                                 |
| 23 de gener 03:54       | - Hitomi (PRISM) | Tokyo                                        | Òrbita baixa                                        | Tecnologia                                          | En òrbita                                         | Operacional                                       |
| 23 de gener 03:54       | - Kukai (STARS) | Kagawa                                       | Òrbita baixa                                        | Tecnologia                                          | En òrbita                                         | Error del vehicle                                 |
| 23 de gener 03:54       | - Kiseki (KKS-1) | TMCIT                                        | Òrbita baixa                                        | Tecnologia                                          | En òrbita                                         | Error del vehicle                                 |
| 23 de gener 03:54       | Raijin va fallar en contactar amb terra després de l'auge electromagnètic, Kagayaki va fracassar en contactar amb terra, va fallar la implementació de subjecció del STARS, el Kiseki va fallar en respondre a les instruccions de terra. |                                              |                                                     |                                                     |                                                   |                                                   |
| 26 de gener 00:15       | - S-310 | - S-310                                      | - Andøya LA-U3                                      | - Andøya LA-U3                                      | - Andøya                                          | - Andøya                                          |
| 26 de gener 00:15       | - Delta-2 | JAXA/Nagoya                                  | Suborbital                                          | Aurores                                             | 26 de gener                                       | Reeixit                                           |
| 29 de gener 09:49       | - Black Brant IX | - Black Brant IX                             | - Poker Flat                                        | - Poker Flat                                        | - NASA                                            | - NASA                                            |
| 29 de gener 09:49       | - ACES-I | Iowa                                         | Suborbital                                          | Aurores                                             | 09:59                                             | Reeixit                                           |
| 29 de gener 09:51       | - Black Brant VB | - Black Brant VB                             | - Poker Flat                                        | - Poker Flat                                        | - NASA                                            | - NASA                                            |
| 29 de gener 09:51       | - ACES-II | Iowa                                         | Suborbital                                          | Aurores                                             | 10:01                                             | Reeixit                                           |
| 30 de gener 13:30       | - Tsyklon-3 | - Tsyklon-3                                  | - Plesetsk Site 32/2                                | - Plesetsk Site 32/2                                | - Roskosmos                                       | - Roskosmos                                       |
| 30 de gener 13:30       | - Koronas-Foton | Roskosmos/MEPhI/NIIEM                        | Òrbita baixa                                        | Solar                                               | En òrbita                                         | Error del vehicle                                 |
| 30 de gener 13:30       | Vol final del coet Tsyklon-3, amb problemes de satèl·lit a mitjans del 2009, pèrdua de senyal a principis de desembre a causa d'un malfuncionament del sistema d'energia. Es va declarar com a pèrdua total a l'abril del 2010. |                                              |                                                     |                                                     |                                                   |                                                   |
| Febrer                  | |                                              |                                                     |                                                     |                                                   |                                                   |
| 2 de febrer 18:36       | - Safir | - Safir                                      | - Semnan                                            | - Semnan                                            | - ISA                                             | - ISA                                             |
| 2 de febrer 18:36       | - Omid | ISA                                          | Òrbita baixa                                        | Tecnologia                                          | 25 Abril                                          | Reeixit                                           |
| 2 de febrer 18:36       | Primer llançament orbital amb èxit de l'Iran |                                              |                                                     |                                                     |                                                   |                                                   |
| 6 de febrer 10:22:01    | - Delta II 7320-10C | - Delta II 7320-10C                          | - Vandenberg SLC-2W                                 | - Vandenberg SLC-2W                                 | - United Launch Alliance                          | - United Launch Alliance                          |
| 6 de febrer 10:22:01    | - NOAA-19 (NOAA-N') | NOAA/NASA                                    | Òrbita baixa                                        | Clima                                               | En òrbita                                         | Operacional                                       |
| 10 de febrer 05:49:46   | - Soiuz-U | - Soiuz-U                                    | - Baikonur Site 31/6                                | - Baikonur Site 31/6                                | - Roskosmos                                       | - Roskosmos                                       |
| 10 de febrer 05:49:46   | - Progress M-66 | Roskosmos                                    | Òrbita baixa (ISS)                                  | Logística                                           | 18 de maig 15:14:45                               | Reeixit                                           |
| 10 de febrer 05:49:46   | Vol de l'ISS 32P |                                              |                                                     |                                                     |                                                   |                                                   |
| 11 de febrer 00:03      | - Proton-M/Briz-M Enhanced | - Proton-M/Briz-M Enhanced                   | - Baikonur Site 200/39                              | - Baikonur Site 200/39                              | - Khrunichev                                      | - Khrunichev                                      |
| 11 de febrer 00:03      | - Ekspress-AM44 | RSCC                                         | Geosíncrona                                         | Comunicacions                                       | En òrbita                                         | Operacional                                       |
| 11 de febrer 00:03      | - Ekspress-MD1 | RSCC                                         | Geosíncrona                                         | Communicació                                        | En òrbita                                         | Operacional                                       |
| 12 de febrer 22:09:00   | - Ariane 5ECA | - Ariane 5ECA                                | - Kourou ELA-3                                      | - Kourou ELA-3                                      | - Arianespace                                     | - Arianespace                                     |
| 12 de febrer 22:09:00   | - Hot Bird 10 | Eutelsat                                     | Geosíncrona                                         | Comunicacions                                       | En òrbita                                         | Operacional                                       |
| 12 de febrer 22:09:00   | - NSS-9 | SES New Skies                                | Geosíncrona                                         | Comunicacions                                       | En òrbita                                         | Operacional                                       |
| 12 de febrer 22:09:00   | - Spirale-A | CNES                                         | Transferència geosíncrona                           | Tecnologia                                          | En òrbita                                         | Operacional                                       |
| 12 de febrer 22:09:00   | - Spirale-B | CNES                                         | Transferència geosíncrona                           | Tecnologia                                          | En òrbita                                         | Operacional                                       |
| 13 de febrer            | - UGM-133 Trident II D5 | - UGM-133 Trident II D5                      | - USS Alabama, Oceà Pacífic                         | - USS Alabama, Oceà Pacífic                         | - Marina dels Estats Units d'Amèrica              | - Marina dels Estats Units d'Amèrica              |
| 13 de febrer            | | Marina dels Estats Units d'Amèrica           | Suborbital                                          | Prova de míssils                                    | 13 de febrer                                      | Reeixit                                           |
| 18 de febrer 09:52:00   | - Terrier-Orion | - Terrier-Orion                              | - Poker Flat                                        | - Poker Flat                                        | - NASA                                            | - NASA                                            |
| 18 de febrer 09:52:00   | | Clemson                                      | Suborbital                                          | Atmosfèric                                          | 18 de febrer                                      | Reeixit                                           |
| 18 de febrer 10:29:00   | - Terrier-Orion | - Terrier-Orion                              | - Poker Flat                                        | - Poker Flat                                        | - NASA                                            | - NASA                                            |
| 18 de febrer 10:29:00   | | Clemson                                      | Suborbital                                          | Atmosfèric                                          | 18 de febrer                                      | Reeixit                                           |
| 18 de febrer 10:59:00   | - Terrier-Orion | - Terrier-Orion                              | - Poker Flat                                        | - Poker Flat                                        | - NASA                                            | - NASA                                            |
| 18 de febrer 10:59:00   | | Clemson                                      | Suborbital                                          | Atmosfèric                                          | 18 de febrer                                      | Reeixit                                           |
| 18 de febrer 11:47:00   | - Terrier-Orion | - Terrier-Orion                              | - Poker Flat                                        | - Poker Flat                                        | - NASA                                            | - NASA                                            |
| 18 de febrer 11:47:00   | | Clemson                                      | Suborbital                                          | Atmosfèric                                          | 18 de febrer                                      | Reeixit                                           |
| 24 de febrer 09:55:30   | - Taurus-XL 3110 | - Taurus-XL 3110                             | - Vandenberg LC-576E                                | - Vandenberg LC-576E                                | - Orbital Sciences                                | - Orbital Sciences                                |
| 24 de febrer 09:55:30   | - OCO | NASA                                         | Destinat: Heliosíncrona                             | Climatologia                                        | 24 de febrer                                      | Error de llançament                               |
| 24 de febrer 09:55:30   | Vol inaugural del Taurus-XL 3110, la càrrega no es va separar, no es va assolir l'òrbita. El satèl·lit anava a ser part de la xarxa de satèl·lits A-train |                                              |                                                     |                                                     |                                                   |                                                   |
| 25 de febrer 10:45      | - Black Brant IX | - Black Brant IX                             | - White Sands LC-36                                 | - White Sands LC-36                                 | - NASA                                            | - NASA                                            |
| 25 de febrer 10:45      | - CIBER | CalTech                                      | Suborbital                                          | Astronomia IR                                       | 10:55                                             | Reeixit                                           |
| 26 de febrer 18:29:55   | - Zenit-3SLB | - Zenit-3SLB                                 | - Baikonur Site 45/1                                | - Baikonur Site 45/1                                | - Land Launch                                     | - Land Launch                                     |
| 26 de febrer 18:29:55   | - Telstar 11N | Telesat                                      | Geosíncrona                                         | Comunicacions                                       | En òrbita                                         | Operacional                                       |
| 28 de febrer 04:10      | - Proton-K/DM-2 | - Proton-K/DM-2                              | - Baikonur Site 81/24                               | - Baikonur Site 81/24                               | - Khrunichev                                      | - Khrunichev                                      |
| 28 de febrer 04:10      | - Raduga-1 | VKS                                          | Geosíncrona                                         | Comunicacions                                       | En òrbita                                         | Operacional                                       |
| Febrer                  | - UGM-133 Trident II D5 | - UGM-133 Trident II D5                      | - Submarine, Oceà Pacífic                           | - Submarine, Oceà Pacífic                           | - Marina dels Estats Units d'Amèrica              | - Marina dels Estats Units d'Amèrica              |
| Febrer                  | | Marina dels Estats Units d'Amèrica           | Suborbital                                          | Prova de míssils                                    | de febrer                                         | Reeixit                                           |
| Març                    | |                                              |                                                     |                                                     |                                                   |                                                   |
| 6 de març 10:54         | - Dhanush | - Dhanush                                    | - Ship, Oceà Índic                                  | - Ship, Oceà Índic                                  | - DRDO                                            | - DRDO                                            |
| 6 de març 10:54         | | DRDO                                         | Suborbital                                          | Objectiu                                            | 6 de març                                         | Reeixit                                           |
| 6 de març 10:54         | Objectiu amb èxit de la prova d'interceptor Prithvi, apogeu: 120 km |                                              |                                                     |                                                     |                                                   |                                                   |
| 7 de març 03:49:57      | - Delta II 7925-10L | - Delta II 7925-10L                          | - Cape Canaveral SLC-17B                            | - Cape Canaveral SLC-17B                            | - United Launch Alliance                          | - United Launch Alliance                          |
| 7 de març 03:49:57      | - Kepler | NASA                                         | Heliocèntrica                                       | Astronomia                                          | En òrbita                                         | Operational                                       |
| 7 de març 03:49:57      | Investigació de planetes exosolars, operant en una òrbita final de la Terra |                                              |                                                     |                                                     |                                                   |                                                   |
| 15 de març 23:43:44     | - Transbordador espacial Discovery | - Transbordador espacial Discovery           | - Kennedy LC-39A                                    | - Kennedy LC-39A                                    | - United Space Alliance                           | - United Space Alliance                           |
| 15 de març 23:43:44     | - STS-119 | NASA                                         | Òrbita baixa (ISS)                                  | Construcció de l'ISS                                | 28 de març 19:13                                  | Reeixit                                           |
| 15 de març 23:43:44     | - ITS S6 Truss | NASA                                         | Òrbita baixa (ISS)                                  | component de la ISS                                 | En òrbita                                         | Operacional                                       |
| 15 de març 23:43:44     | Vol tripulat amb set astronautes |                                              |                                                     |                                                     |                                                   |                                                   |
| 17 de març 14:21        | - Rókot/Briz-KM | - Rókot/Briz-KM                              | - Plesetsk Site 133/3                               | - Plesetsk Site 133/3                               | - Eurockot                                        | - Eurockot                                        |
| 17 de març 14:21        | - GOCE | ESA                                          | Òrbita baixa                                        | Gravetat                                            | En òrbita                                         | Operacional                                       |
| 18 de març 00:25        | - TRBM | - TRBM                                       | - USS Tripoli, Barking Sands                        | - USS Tripoli, Barking Sands                        | - Exèrcit dels Estats Units d'Amèrica             | - Exèrcit dels Estats Units d'Amèrica             |
| 18 de març 00:25        | | Exèrcit dels Estats Units d'Amèrica/MDA      | Suborbital                                          | Objectiu                                            | 18 de març                                        | Reeixit                                           |
| 18 de març 00:25        | Interceptat per un THAAD llançat a les 00:30 UTC |                                              |                                                     |                                                     |                                                   |                                                   |
| 18 de març 00:30        | - THAAD | - THAAD                                      | - Barking Sands                                     | - Barking Sands                                     | - Exèrcit dels Estats Units d'Amèrica             | - Exèrcit dels Estats Units d'Amèrica             |
| 18 de març 00:30        | | Exèrcit dels Estats Units d'Amèrica/MDA      | Suborbital                                          | Prova d'ABM                                         | 18 de març                                        | Reeixit                                           |
| 18 de març 00:30        | Interceptat per míssil |                                              |                                                     |                                                     |                                                   |                                                   |
| 18 de març 00:30        | - THAAD | - THAAD                                      | - Barking Sands                                     | - Barking Sands                                     | - Exèrcit dels Estats Units d'Amèrica             | - Exèrcit dels Estats Units d'Amèrica             |
| 18 de març 00:30        | | Exèrcit dels Estats Units d'Amèrica/MDA      | Suborbital                                          | Prova d'ABM                                         | 18 de març                                        | Reeixit                                           |
| 18 de març 00:30        | Interceptor de seguretat, destruït per seguretat del vol després del primer míssil amb èxit |                                              |                                                     |                                                     |                                                   |                                                   |
| 20 de març 11:04        | - Black Brant XII | - Black Brant XII                            | - Poker Flat                                        | - Poker Flat                                        | - NASA                                            | - NASA                                            |
| 20 de març 11:04        | - Cascades-2 | Dartmouth                                    | Suborbital                                          | Aurores                                             | 20 de març                                        | Reeixit                                           |
| 24 de març 08:34:00     | - Delta II 7925-9.5 | - Delta II 7925-9.5                          | - Cape Canaveral SLC-17A                            | - Cape Canaveral SLC-17A                            | - United Launch Alliance                          | - United Launch Alliance                          |
| 24 de març 08:34:00     | - USA-203 (GPS IIR-20/M7) | Força Aèria dels Estats Units d'Amèrica      | òrbita mitjana                                      | Navigation                                          | En òrbita                                         | Error parcial de vehicle Operacional              |
| 25 de març 13:25        | - Hera | - Hera                                       | - Fort Wingate LC-96                                | - Fort Wingate LC-96                                | - Exèrcit dels Estats Units d'Amèrica             | - Exèrcit dels Estats Units d'Amèrica             |
| 25 de març 13:25        | | Exèrcit dels Estats Units d'Amèrica          | Suborbital                                          | Objectiu                                            | 25 de març                                        | Reeixit                                           |
| 25 de març 13:25        | Objectiu per la prova MIM-104 Patriot PAC-3, l'interceptor va fallar |                                              |                                                     |                                                     |                                                   |                                                   |
| 26 de març 11:49:06     | - Soiuz-FG | - Soiuz-FG                                   | - Baikonur Site 1/5                                 | - Baikonur Site 1/5                                 | - Roskosmos                                       | - Roskosmos                                       |
| 26 de març 11:49:06     | - Soiuz TMA-14 | Roskosmos                                    | Òrbita baixa (ISS)                                  | ISS Expedition 19                                   | 11 d'octubre 04:32                                | Reeixit                                           |
| 26 de març 11:49:06     | Vol espacial tripulat amb tres cosmonautes. Primer turista espacial en realitzar dos vols. |                                              |                                                     |                                                     |                                                   |                                                   |
| Abril                   | |                                              |                                                     |                                                     |                                                   |                                                   |
| 3 d'abril 16:24         | - Proton-M/Briz-M Enhanced | - Proton-M/Briz-M Enhanced                   | - Baikonur Site 200/39                              | - Baikonur Site 200/39                              | - International Launch Services                   | - International Launch Services                   |
| 3 d'abril 16:24         | - Eutelsat W2A | Eutelsat                                     | Geosíncrona                                         | Comunicacions                                       | En òrbita                                         | Operacional                                       |
| 4 d'abril 00:31         | - Atlas V 421 | - Atlas V 421                                | - Cape Canaveral SLC-41                             | - Cape Canaveral SLC-41                             | - United Launch Alliance                          | - United Launch Alliance                          |
| 4 d'abril 00:31         | - USA-204 (WGS-2) | Força Aèria dels Estats Units d'Amèrica      | Geosíncrona                                         | Comunicacions                                       | En òrbita                                         | Operacional                                       |
| 5 d'abril 02:30:15      | - Unha | - Unha                                       | - Tonghae                                           | - Tonghae                                           | - KCST                                            | - KCST                                            |
| 5 d'abril 02:30:15      | - Kwangmyongsong-2 | KCST                                         | Destinat: Òrbita baixa                              | Tecnologia                                          | 5 d'abril                                         | Error de llançament                               |
| 5 d'abril 02:30:15      | Corea del Nord va afirmar el llançament com a reeixit, no obstant no es van registrar objectes en òrbita. Al maig, intencionalment es va llançar un coet amb una trajectòria suborbital com a prova del míssil Taepodong-2. |                                              |                                                     |                                                     |                                                   |                                                   |
| 7 d'abril               | - Blue Sparrow | - Blue Sparrow                               | - F-15 Eagle, Israel                                | - F-15 Eagle, Israel                                | - Israeli Air Force                               | - Israeli Air Force                               |
| 7 d'abril               | | Israeli Air Force                            | Suborbital                                          | Objectiu de l'Arrow-2                               | 7 d'abril                                         | Reeixit                                           |
| 7 d'abril               | Objectiu de l'Arrow-2, interceptat amb èxit |                                              |                                                     |                                                     |                                                   |                                                   |
| 7 d'abril               | - Arrow-2 | - Arrow-2                                    | - Negev                                             | - Negev                                             | - Israel Aerospace Industries                     | - Israel Aerospace Industries                     |
| 7 d'abril               | | IAI/Israeli Defense Forces                   | Suborbital                                          | Prova d'ABM                                         | 7 d'abril                                         | Reeixit                                           |
| 7 d'abril               | Intercepció amb èxit d'un objectiu Blue Sparrow sobre el Mediterrani |                                              |                                                     |                                                     |                                                   |                                                   |
| 10 d'abril 09:10        | - RS-12M Topol | - RS-12M Topol                               | - Plesetsk                                          | - Plesetsk                                          | - RVSN                                            | - RVSN                                            |
| 10 d'abril 09:10        | | RVSN                                         | Suborbital                                          | Prova de míssils                                    | 10 d'abril                                        | Reeixit                                           |
| 14 d'abril 16:16        | - Llarga Marxa 3C | - Llarga Marxa 3C                            | - Xichang LA-2                                      | - Xichang LA-2                                      | - CNSA                                            | - CNSA                                            |
| 14 d'abril 16:16        | - Compass-G2 | CNSA                                         | Geosíncrona                                         | Navegació                                           | En òrbita                                         | Operacional                                       |
| 17 d'abril 11:17        | - FalconLaunch | - FalconLaunch                               | - White Sands                                       | - White Sands                                       | - Força Aèria dels Estats Units d'Amèrica Academy | - Força Aèria dels Estats Units d'Amèrica Academy |
| 17 d'abril 11:17        | - FalconLAUNCH VII | Força Aèria dels Estats Units d'Amèrica      | Suborbital                                          | Tecnologia                                          | 17 d'abril                                        | Reeixit                                           |
| 17 d'abril 11:17        | Apogeu: 108 km, primer coet creat per estudiants que arriba a l'espai |                                              |                                                     |                                                     |                                                   |                                                   |
| 20 d'abril 01:15        | - PSLV-CA | - PSLV-CA                                    | - Satish Dhawan SLP                                 | - Satish Dhawan SLP                                 | - ISRO                                            | - ISRO                                            |
| 20 d'abril 01:15        | - RISAT-2 | ISRO                                         | Òrbita baixa                                        | Imatgeria de radar                                  | En òrbita                                         | Operacional                                       |
| 20 d'abril 01:15        | - ANUSAT | Anna                                         | Òrbita baixa                                        | Tecnologia                                          | 18 d'abril 2012                                   | Reeixit                                           |
| 20 d'abril 08:16        | - Zenit-3SL | - Zenit-3SL                                  | - Ocean Odyssey                                     | - Ocean Odyssey                                     | - Sea Launch                                      | - Sea Launch                                      |
| 20 d'abril 08:16        | - Sicral-1B | ASI                                          | Geosíncrona                                         | Comunicacions                                       | En òrbita                                         | Operacional                                       |
| 22 d'abril 02:55        | - Llarga Marxa 2C | - Llarga Marxa 2C                            | - Taiyuan LC-1                                      | - Taiyuan LC-1                                      | - CNSA                                            | - CNSA                                            |
| 22 d'abril 02:55        | - Yaogan-6 | CNSA                                         | Heliocèntrica                                       | Teledetecció                                        | En òrbita                                         | Operacional                                       |
| 29 d'abril 16:58        | - Soiuz-U | - Soiuz-U                                    | - Plesetsk Site 16/2                                | - Plesetsk Site 16/2                                | - VKS                                             | - VKS                                             |
| 29 d'abril 16:58        | - Kosmos 2450 (Kobal't-M) | VKS                                          | Òrbita baixa                                        | Imatgeria òptica                                    | 27 de juliol                                      | Reeixit                                           |
| Maig                    | |                                              |                                                     |                                                     |                                                   |                                                   |
| 2 de maig 14:02         | - SpaceLoft XL | - SpaceLoft XL                               | - Spaceport America                                 | - Spaceport America                                 | - UP Aerospace                                    | - UP Aerospace                                    |
| 2 de maig 14:02         | - SL-3 | NMSGC                                        | Suborbital                                          | Investigació estudiantil                            | 2 de maig                                         | Error de llançament                               |
| 2 de maig 14:02         | - Discovery | Celestis                                     | Suborbital                                          | Sepultura espacial                                  | 2 de maig                                         | Error de llançament                               |
| 2 de maig 14:02         | Va fallar en arribar a l'espai a causa d'una separació prematura de la càrrega mentre encara estava el coet en ignició |                                              |                                                     |                                                     |                                                   |                                                   |
| 5 de maig 20:24:25      | - Delta II 7920-10C | - Delta II 7920-10C                          | - Vandenberg SLC-2W                                 | - Vandenberg SLC-2W                                 | - United Launch Alliance                          | - United Launch Alliance                          |
| 5 de maig 20:24:25      | - USA-205 (STSS-ATRR) | Força Aèria dels Estats Units d'Amèrica/MDA  | Òrbita baixa                                        | Defensa de míssils Tecnologia                       | En òrbita                                         | Operacional                                       |
| 7 de maig 02:42:00      | - Terrier-Orion | - Terrier-Orion                              | - Woomera                                           | - Woomera                                           | - DSTO                                            | - DSTO                                            |
| 7 de maig 02:42:00      | - HiFIRE 0 | DSTO/AFRL                                    | Suborbital                                          | Tecnologia                                          | 7 de maig                                         | Reeixit                                           |
| 7 de maig 18:37         | - Soiuz-U | - Soiuz-U                                    | - Baikonur Site 1/5                                 | - Baikonur Site 1/5                                 | - Roskosmos                                       | - Roskosmos                                       |
| 7 de maig 18:37         | - Progress M-02M | Roskosmos                                    | Òrbita baixa (ISS)                                  | Logística                                           | 13 de juliol 16:28:47                             | Reeixit                                           |
| 7 de maig 18:37         | Vol de l'ISS 33P |                                              |                                                     |                                                     |                                                   |                                                   |
| 11 de maig 18:01        | - Transbordador espacial Atlantis | - Transbordador espacial Atlantis            | - Kennedy LC-39A                                    | - Kennedy LC-39A                                    | - United Space Alliance                           | - United Space Alliance                           |
| 11 de maig 18:01        | - STS-125 | NASA                                         | Òrbita baixa (HST)                                  | Vol en servei al HST                                | 24 de maig 15:39                                  | Reeixit                                           |
| 11 de maig 18:01        | Vol espacial tripulat amb set astronautes, missió final del Transbordador Espacial al Telescopi Espacial Hubble |                                              |                                                     |                                                     |                                                   |                                                   |
| 14 de maig 13:12        | - Ariane 5ECA | - Ariane 5ECA                                | - Kourou ELA-3                                      | - Kourou ELA-3                                      | - Arianespace                                     | - Arianespace                                     |
| 14 de maig 13:12        | - Herschel | ESA                                          | L-2 Terra/Sol                                       | Astronomia de IR                                    | En òrbita                                         | Operacional                                       |
| 14 de maig 13:12        | - Planck | ESA                                          | L₂ Terra-Sol                                        | Astronomia                                          | En òrbita                                         | Operacional                                       |
| 16 de maig 00:57        | - Proton-M/Briz-M Enhanced | - Proton-M/Briz-M Enhanced                   | - Baikonur Site 200/39                              | - Baikonur Site 200/39                              | - International Launch Services                   | - International Launch Services                   |
| 16 de maig 00:57        | - ProtoStar II | ProtoStar                                    | Geosíncrona                                         | Comunicacions                                       | En òrbita                                         | Operacional                                       |
| 19 de maig 04:36        | - Agni II | - Agni II                                    | - Integrated Test Range                             | - Integrated Test Range                             | - Indian Army/DRDO                                | - Indian Army/DRDO                                |
| 19 de maig 04:36        | | Indian Army/DRDO                             | Suborbital                                          | Prova de míssils                                    | +127 segons                                       | Error de llançament                               |
| 19 de maig 04:36        | Pèrdua de control, va caure al mar fent 203 km |                                              |                                                     |                                                     |                                                   |                                                   |
| 19 de maig 23:55        | - Minotaur I | - Minotaur I                                 | - MARS LP-0B                                        | - MARS LP-0B                                        | - Orbital Sciences                                | - Orbital Sciences                                |
| 19 de maig 23:55        | - TacSat-3 | USAF-RL                                      | Òrbita baixa                                        | Tecnologia                                          | En òrbita                                         | Operacional                                       |
| 19 de maig 23:55        | - PharmaSat | NASA                                         | Òrbita baixa                                        | Biològic                                            | En òrbita                                         | Operacional                                       |
| 19 de maig 23:55        | - AeroCube 3 | Aerospace Corporation                        | Òrbita baixa                                        | Tecnologia                                          | 6 de gener 2011                                   | Reeixit                                           |
| 19 de maig 23:55        | - HawkSat I | HISS                                         | Òrbita baixa                                        | Tecnologia                                          | 4 de setembre 2011                                | Reeixit                                           |
| 19 de maig 23:55        | - CP-6 | CalPoly                                      | Òrbita baixa                                        | Tecnologia                                          | 6 d'octubre 2011                                  | Reeixit                                           |
| 19 de maig 23:55        | Totes les càrregues excepte el TacSat-3 i el Pharmasat són CubeSats |                                              |                                                     |                                                     |                                                   |                                                   |
| 20 de maig              | - Sejjil-2 | - Sejjil-2                                   | - Semnan                                            | - Semnan                                            | - IGRC                                            | - IGRC                                            |
| 20 de maig              | | IGRC                                         | Suborbital                                          | Prova de míssils                                    | 20 de maig                                        | Reeixit                                           |
| 20 de maig              | apogeu: 800 km |                                              |                                                     |                                                     |                                                   |                                                   |
| 21 de maig 21:53        | - Soiuz-2.1a/Fregat | - Soiuz-2.1a/Fregat                          | - Plesetsk Site 43/4                                | - Plesetsk Site 43/4                                | - RVSN                                            | - RVSN                                            |
| 21 de maig 21:53        | - Meridian 2 | VKS                                          | Destinat: Molnia Assolit: òrbita mitjana            | Comunicacions                                       | En òrbita                                         | Error de llançament                               |
| 21 de maig 21:53        | El nucli de la segona etapa del vehicle es va aturar abans de cinc segons, tracten de compensar amb el Fregat resultant en l'esgotament de propel·lent durant la segona dels tres ignicions El satèl·lit va arribar a una òrbita més baixa del previst, i tot i que s'esperava recuperar l'estat en ple funcionament was unable to recover      |                                              |                                                     |                                                     |                                                   |                                                   |
| 22 de maig 10:32        | - Nike-Orion | - Nike-Orion                                 | - Esrange                                           | - Esrange                                           | - EuroLaunch                                      | - EuroLaunch                                      |
| 22 de maig 10:32        | - MAPHEUS | DLR                                          | Suborbital                                          | Tecnologia                                          | 22 de maig                                        | Reeixit                                           |
| 22 de maig 10:32        | apogeu: 140.8 km |                                              |                                                     |                                                     |                                                   |                                                   |
| 26 de maig              | - UGM-133 Trident II D5 | - UGM-133 Trident II D5                      | HMS Victorious                                      | HMS Victorious                                      | - Royal Navy                                      | - Royal Navy                                      |
| 26 de maig              | | Royal Navy                                   | Suborbital                                          | Prova de míssils                                    | 26 de juliol                                      | Reeixit                                           |
| 27 de maig 10:34:42     | - Soiuz-FG | - Soiuz-FG                                   | - Baikonur Site 1/5                                 | - Baikonur Site 1/5                                 | - Roskosmos                                       | - Roskosmos                                       |
| 27 de maig 10:34:42     | - Soiuz TMA-15 | Roskosmos                                    | Òrbita baixa (ISS)                                  | ISS Expedition 20                                   | 1 de desembre 07:17                               | Reeixit                                           |
| 27 de maig 10:34:42     | Vol espacial tripulat amb tres cosmonautes, es va establir la primera tripulació permanent de sis persones a l'ISS |                                              |                                                     |                                                     |                                                   |                                                   |
| 28 de maig 16:52        | - Terrier-Orion | - Terrier-Orion                              | - Wallops Island                                    | - Wallops Island                                    | - NASA                                            | - NASA                                            |
| 28 de maig 16:52        | - SOAREX VII | NASA                                         | Suborbital                                          |                                                     | 28 de maig                                        | Reeixit                                           |
| 29 de maig              | - Orion | - Orion                                      | - Alcântara                                         | - Alcântara                                         | - AEB                                             | - AEB                                             |
| 29 de maig              | - Maracati 1 | INPE                                         | Suborbital                                          | Microgravetat                                       | 29 de maig                                        | Reeixit                                           |
| Juny                    | |                                              |                                                     |                                                     |                                                   |                                                   |
| 6 de juny               | - Terrier-Lynx | - Terrier-Lynx                               | - San Nicolas                                       | - San Nicolas                                       | - Força Aèria dels Estats Units d'Amèrica         | - Força Aèria dels Estats Units d'Amèrica         |
| 6 de juny               | | Força Aèria dels Estats Units d'Amèrica      | Suborbital                                          | Objectiu YAL-1                                      | 6 de juny                                         | Reeixit                                           |
| 6 de juny               | apogeu: 100 km |                                              |                                                     |                                                     |                                                   |                                                   |
| 13 de juny              | - Terrier-Lynx | - Terrier-Lynx                               | - San Nicolas                                       | - San Nicolas                                       | - Força Aèria dels Estats Units d'Amèrica         | - Força Aèria dels Estats Units d'Amèrica         |
| 13 de juny              | | Força Aèria dels Estats Units d'Amèrica      | Suborbital                                          | Objectiu de YAL-1                                   | 13 de juny                                        | Reeixit                                           |
| 13 de juny              | apogeu: 100 km |                                              |                                                     |                                                     |                                                   |                                                   |
| 18 de juny 21:32        | - Atlas V 401 | - Atlas V 401                                | - Cape Canaveral SLC-41                             | - Cape Canaveral SLC-41                             | - United Launch Alliance                          | - United Launch Alliance                          |
| 18 de juny 21:32        | - LRO | NASA                                         | Selenocèntrica                                      | Orbitador lunar                                     | En òrbita                                         | Operacional                                       |
| 18 de juny 21:32        | - LCROSS | NASA                                         | Òrbita alta (TLI)                                   | Impactador lunar                                    | 9 d'octubre 11:37                                 | Reeixit                                           |
| 18 de juny 21:32        | El LCROSS va observar l'etapa superior impactant al cràtert Cabeus a la Lluna a les 11:31 del 9 d'octubre poc abans del seu propi impacte en el mateix cràter. La nau espacial LCROSS va confirmar la presència d'aigua al Pol Sud lunar. |                                              |                                                     |                                                     |                                                   |                                                   |
| 21 de juny 21:50        | - Zenit-3SLB | - Zenit-3SLB                                 | - Baikonur Site 45/1                                | - Baikonur Site 45/1                                | - Land Launch                                     | - Land Launch                                     |
| 21 de juny 21:50        | - MEASAT-3a | MEASAT                                       | Geosíncrona                                         | Comunicacions                                       | En òrbita                                         | Operacional                                       |
| 26 de juny 09:30        | - Terrier-Orion | - Terrier-Orion                              | - Wallops Island LA-2                               | - Wallops Island LA-2                               | - NASA                                            | - NASA                                            |
| 26 de juny 09:30        | - RockOn! | Colorado                                     | Suborbital                                          | Investigació estudiantil                            | 09:45                                             | Reeixit                                           |
| 27 de juny 07:30        | - Black Brant IX | - Black Brant IX                             | - White Sands LC-36                                 | - White Sands LC-36                                 | - NASA                                            | - NASA                                            |
| 27 de juny 07:30        | - DICE | Colorado                                     | Suborbital                                          | Astronomia UV                                       | 07:40                                             | Error del vehicle                                 |
| 27 de juny 22:51        | - Delta IV-M+ (4,2) | - Delta IV-M+ (4,2)                          | - Cape Canaveral SLC-37B                            | - Cape Canaveral SLC-37B                            | - United Launch Alliance                          | - United Launch Alliance                          |
| 27 de juny 22:51        | - GOES 14 (GOES-O) | NOAA/NASA                                    | Geoestacionari                                      | Clima                                               | En òrbita                                         | Operacional                                       |
| 29 de juny 10:01        | - LGM-30G Minuteman III | - LGM-30G Minuteman III                      | - Vandenberg                                        | - Vandenberg                                        | - Força Aèria dels Estats Units d'Amèrica         | - Força Aèria dels Estats Units d'Amèrica         |
| 29 de juny 10:01        | - GT-199GM | Força Aèria dels Estats Units d'Amèrica      | Suborbital                                          | Prova de míssils                                    | 29 de juny                                        | Reeixit                                           |
| 30 de juny 19:10        | - Proton-M/Briz-M Enhanced | - Proton-M/Briz-M Enhanced                   | - Baikonur Site 200/39                              | - Baikonur Site 200/39                              | - International Launch Services                   | - International Launch Services                   |
| 30 de juny 19:10        | - Sirius FM-5 (RadioSat-5) | Sirius XM                                    | Geosíncrona                                         | Comunicacions                                       | En òrbita                                         | Operacional                                       |
| Juliol                  | |                                              |                                                     |                                                     |                                                   |                                                   |
| 1 de juliol 19:52       | - Ariane 5ECA | - Ariane 5ECA                                | - Kourou ELA-3                                      | - Kourou ELA-3                                      | - Arianespace                                     | - Arianespace                                     |
| 1 de juliol 19:52       | - TerreStar-1 | TerreStar                                    | Geosíncrona                                         | Comunicacions                                       | En òrbita                                         | Operacional                                       |
| 6 de juliol 01:26       | - Rókot/Briz-KM | - Rókot/Briz-KM                              | - Plesetsk Site 133/3                               | - Plesetsk Site 133/3                               | - VKS                                             | - VKS                                             |
| 6 de juliol 01:26       | - Kosmos 2451 (Rodnik) | VKS                                          | Òrbita baixa                                        | Comunicacions                                       | En òrbita                                         | Operacional                                       |
| 6 de juliol 01:26       | - Kosmos 2452 (Rodnik) | VKS                                          | Òrbita baixa                                        | Comunicacions                                       | En òrbita                                         | Operacional                                       |
| 6 de juliol 01:26       | - Kosmos 2453 (Rodnik) | VKS                                          | Òrbita baixa                                        | Comunicacions                                       | En òrbita                                         | Operacional                                       |
| 13 de juliol 01:20      | - R-29RMU Sineva | - R-29RMU Sineva                             | - K-84 Ekaterinburg, Pol Nord                       | - K-84 Ekaterinburg, Pol Nord                       | - VMF                                             | - VMF                                             |
| 13 de juliol 01:20      | | VMF                                          | Suborbital                                          | Prova de míssils                                    | 13 de juliol                                      | Reeixit                                           |
| 13 de juliol 01:20      | Transportava deu vehicles de reentrada, va impactar a la zona de proves de Kura |                                              |                                                     |                                                     |                                                   |                                                   |
| 13 de juliol 23:50      | - R-29RMU Sineva | - R-29RMU Sineva                             | - K-117 Bryansk, Pol Nord                           | - K-117 Bryansk, Pol Nord                           | - VMF                                             | - VMF                                             |
| 13 de juliol 23:50      | | VMF                                          | Suborbital                                          | Prova de míssils                                    | 14 de juliol                                      | Reeixit                                           |
| 13 de juliol 23:50      | Transportava deu vehicles de reentrada, va impactar a la zona de proves de Chizha |                                              |                                                     |                                                     |                                                   |                                                   |
| 14 de juliol 03:35      | - Falcon 1 | - Falcon 1                                   | MHL - Omelek                                        | MHL - Omelek                                        | - SpaceX                                          | - SpaceX                                          |
| 14 de juliol 03:35      | - RazakSat-1 (MACSat) | ATSB                                         | Òrbita baixa                                        | Imatgeria                                           | En òrbita                                         | Operacional                                       |
| 14 de juliol 03:35      | Vol final del Falcon 1 |                                              |                                                     |                                                     |                                                   |                                                   |
| 15 de juliol 22:03      | - Transbordador espacial Endeavour | - Transbordador espacial Endeavour           | - Kennedy LC-39A                                    | - Kennedy LC-39A                                    | - United Space Alliance                           | - United Space Alliance                           |
| 15 de juliol 22:03      | - STS-127 | NASA                                         | Òrbita baixa (ISS)                                  | Construcció de la ISS                               | 31 de juliol 14:48                                | Reeixit                                           |
| 15 de juliol 22:03      | - JEM-EF | JAXA                                         | Òrbita baixa (ISS)                                  | component de la ISS                                 | En òrbita                                         | Operacional                                       |
| 15 de juliol 22:03      | - AggieSat 2 | NASA                                         | Òrbita baixa                                        | Tecnologia                                          | 17 de març 2010 18:26                             | Error parcial de vehicle Reeixit                  |
| 15 de juliol 22:03      | - BEVO-1 | NASA                                         | Òrbita baixa                                        | Tecnologia                                          | 17 de març 2010 18:26                             | Error parcial de vehicle Reeixit                  |
| 15 de juliol 22:03      | - Castor | NRL                                          | Òrbita baixa                                        | Atmosfèric                                          | 18 d'agost 2010 17:48                             | Reeixit                                           |
| 15 de juliol 22:03      | - Pollux | NRL                                          | Òrbita baixa                                        | Atmosfèric                                          | 29 de març 2010                                   | Reeixit                                           |
| 15 de juliol 22:03      | Vol espacial tripulat amb set astronautes, l'AggieSat 2 i el BEVO-1 es van designar col·lectivament al Dragonsat, el Castor i Pollux es van designar col·lectivament al ANDE-2, ambdós desplegats el 30 de juliol; Dragonsat a les 12:34:30 UTC i l'ANDE-2 a les 17:23:02; Els satèl·lits Dragonsat van fracassar en separar-se l'un de l'altre |                                              |                                                     |                                                     |                                                   |                                                   |
| 16 de juliol            | - RSM-56 Bulava | - RSM-56 Bulava                              | - TK-208 Dmitri Donskoi, Mar Blanc                  | - TK-208 Dmitri Donskoi, Mar Blanc                  | - VMF                                             | - VMF                                             |
| 16 de juliol            | | VMF                                          | Suborbital                                          | Prova de míssils                                    | 16 de juliol                                      | Error de llançament                               |
| 16 de juliol            | First stage malfunction |                                              |                                                     |                                                     |                                                   |                                                   |
| 21 de juliol 03:57:43   | - Kosmos-3M | - Kosmos-3M                                  | - Plesetsk Site 132/1                               | - Plesetsk Site 132/1                               | - RVSN                                            | - RVSN                                            |
| 21 de juliol 03:57:43   | - Kosmos 2454 (Parus) | VKS                                          | Òrbita baixa                                        | Navegació Communications                            | En òrbita                                         | Operacional                                       |
| 21 de juliol 03:57:43   | - Sterkh-1 | Roskosmos                                    | Òrbita baixa                                        | Comunicacions Recerca i rescat                      | En òrbita                                         | Operacional                                       |
| 22 de juliol 03:40      | - LRALT | - LRALT                                      | C-17 Globemaster III, Oceà Pacífic                  | C-17 Globemaster III, Oceà Pacífic                  | - MDA                                             | - MDA                                             |
| 22 de juliol 03:40      | | MDA/IMDO                                     | Suborbital                                          | Prova d'ABM                                         | 22 de juliol                                      | Reeixit                                           |
| 22 de juliol 03:40      | Objectiu per la prova Arrow, interceptor eliminat del llançament |                                              |                                                     |                                                     |                                                   |                                                   |
| 24 de juliol 10:56:51   | - Soiuz-U | - Soiuz-U                                    | - Baikonur Site 1/5                                 | - Baikonur Site 1/5                                 | - Roskosmos                                       | - Roskosmos                                       |
| 24 de juliol 10:56:51   | - Progress M-67 | Roskosmos                                    | Òrbita baixa (ISS)                                  | Logística                                           | 27 de setembre 10:19:11                           | Reeixit                                           |
| 24 de juliol 10:56:51   | Final flight of original Progress-M; ISS flight 34P |                                              |                                                     |                                                     |                                                   |                                                   |
| 29 de juliol 18:46      | - Dnepr-1 | - Dnepr-1                                    | - Baikonur Site 109/95                              | - Baikonur Site 109/95                              | - ISC Kosmotras                                   | - ISC Kosmotras                                   |
| 29 de juliol 18:46      | - DubaiSat-1 | EIAST                                        | Heliocèntrica                                       | Imatgeria                                           | En òrbita                                         | Operacional                                       |
| 29 de juliol 18:46      | - Deimos-1 | Deimos Space                                 | Heliocèntrica                                       | Imatgeria                                           | En òrbita                                         | Operacional                                       |
| 29 de juliol 18:46      | - UK-DMC 2 | BNSC (2009-2010) UKSA (2010—)                | Heliocèntrica                                       | Imatgeria                                           | En òrbita                                         | Operacional                                       |
| 29 de juliol 18:46      | - Nanosat 1B | INTA                                         | Òrbita baixa                                        | Imatgeria                                           | En òrbita                                         | Operacional                                       |
| 29 de juliol 18:46      | - AprizeSat-3 | LatinSat                                     | Òrbita baixa                                        | Comunicacions                                       | En òrbita                                         | Operacional                                       |
| 29 de juliol 18:46      | - AprizeSat-4 | LatinSat                                     | Òrbita baixa                                        | Comunicacions                                       | En òrbita                                         | Operacional                                       |
| 31 de juliol 03:40      | |                                              | - Kauai                                             | - Kauai                                             | - MDA                                             | - MDA                                             |
| 31 de juliol 03:40      | | MDA                                          | Suborbital                                          | Prova d'ABM                                         | 31 de juliol                                      | Reeixit                                           |
| 31 de juliol 03:40      | Objectiu per la prova Stellar Avenger, interceptat amb èxit |                                              |                                                     |                                                     |                                                   |                                                   |
| 31 de juliol 03:42      | - RIM-161 Standard Missile 3 | - RIM-161 Standard Missile 3                 | - USS Hopper                                        | - USS Hopper                                        | - MDA                                             | - MDA                                             |
| 31 de juliol 03:42      | - Stellar Avenger | MDA                                          | Suborbital                                          | Prova d'ABM                                         | 31 de juliol                                      | Reeixit                                           |
| 31 de juliol 04:00      | |                                              | - Kauai                                             | - Kauai                                             | - MDA                                             | - MDA                                             |
| 31 de juliol 04:00      | - FTX-06 Event 1 | MDA                                          | Suborbital                                          | Prova d'ABM                                         | 31 de juliol                                      | Reeixit                                           |
| 31 de juliol 04:00      | Objectiu de radar per l'exercici després del Stellar Avenger, no es va interceptar |                                              |                                                     |                                                     |                                                   |                                                   |
| Agost                   | |                                              |                                                     |                                                     |                                                   |                                                   |
| 11 d'agost 04:50        | - Black Brant IX | - Black Brant IX                             | - San Nicolas                                       | - San Nicolas                                       | - NASA                                            | - NASA                                            |
| 11 d'agost 04:50        | - MARTI | Força Aèria dels Estats Units d'Amèrica      | Suborbital                                          | Prova d'ABL                                         | 11 d'agost                                        | Reeixit                                           |
| 11 d'agost 19:47        | - Proton-M/Briz-M | - Proton-M/Briz-M                            | - Baikonur Site 200/39                              | - Baikonur Site 200/39                              | - International Launch Services                   | - International Launch Services                   |
| 11 d'agost 19:47        | - AsiaSat 5 | AsiaSat                                      | Geosíncrona                                         | Comunicacions                                       | En òrbita                                         | Operacional                                       |
| 17 d'agost 10:35:00     | - Delta II 7925-9.5 | - Delta II 7925-9.5                          | - Cape Canaveral SLC-17A                            | - Cape Canaveral SLC-17A                            | - United Launch Alliance                          | - United Launch Alliance                          |
| 17 d'agost 10:35:00     | - USA-206 (GPS IIR-21/M8) | Força Aèria dels Estats Units d'Amèrica      | òrbita mitjana                                      | Navegació                                           | En òrbita                                         | Operacional                                       |
| 17 d'agost 10:35:00     | Vol final del SLC-17A, i llançament final del GPS IIR, vol final del Delta II 7925 |                                              |                                                     |                                                     |                                                   |                                                   |
| 17 d'agost 12:52:00     | - Black Brant IX | - Black Brant IX                             | - Wallops Island                                    | - Wallops Island                                    | - NASA                                            | - NASA                                            |
| 17 d'agost 12:52:00     | - IRVE-II | NASA                                         | = Suborbital                                        | Tecnologia                                          | 17 d'agost                                        | Reeixit                                           |
| 21 d'agost 22:09        | - Ariane 5ECA | - Ariane 5ECA                                | - Kourou ELA-3                                      | - Kourou ELA-3                                      | - Arianespace                                     | - Arianespace                                     |
| 21 d'agost 22:09        | - JCSAT-12 | JSAT                                         | Geosíncrona                                         | Comunicacions                                       | En òrbita                                         | Operacional                                       |
| 21 d'agost 22:09        | - Optus D3 | Optus                                        | Geosíncrona                                         | Comunicacions                                       | En òrbita                                         | Operacional                                       |
| 23 d'agost 16:01        | - LGM-30G Minuteman III | - LGM-30G Minuteman III                      | - Vandenberg                                        | - Vandenberg                                        | - Força Aèria dels Estats Units d'Amèrica         | - Força Aèria dels Estats Units d'Amèrica         |
| 23 d'agost 16:01        | - GT-200GM | Força Aèria dels Estats Units d'Amèrica      | Suborbital                                          | Prova de míssils                                    | 23 d'agost                                        | Reeixit                                           |
| 23 d'agost 16:01        | Va viatjar 6743 km |                                              |                                                     |                                                     |                                                   |                                                   |
| 25 d'agost 08:00        | - Naro-1 | - Naro-1                                     | - Naro                                              | - Naro                                              | - Khrunichev/KARI                                 | - Khrunichev/KARI                                 |
| 25 d'agost 08:00        | - STSAT-2A | KARI                                         | Destinat: Òrbita baixa                              | Tecnologia                                          | 25 d'agost                                        | Error de llançament                               |
| 25 d'agost 08:00        | Vol inaugural del Naro-1, primer intent de llançament orbital de Corea del Sud (amb assistència russa). Primer vol del Universal Rocket Module Angara (utilitzat com a primera etapa), part de la càrrega no es va separar del coet, no es va assolir l'òrbita.                                                                                 |                                              |                                                     |                                                     |                                                   |                                                   |
| 29 d'agost 03:59        | - Space Shuttle Discovery | - Space Shuttle Discovery                    | - Kennedy LC-39A                                    | - Kennedy LC-39A                                    | - United Space Alliance                           | - United Space Alliance                           |
| 29 d'agost 03:59        | - STS-128 | NASA                                         | Òrbita baixa (ISS)                                  | Construcció de la ISS                               | 11 de setembre 00:53                              | Reeixit                                           |
| 29 d'agost 03:59        | - Leonardo MPLM | ASI/NASA                                     | Òrbita baixa (ISS)                                  | Logística                                           | 11 de setembre 00:53                              | Reeixit                                           |
| 29 d'agost 03:59        | Vol espacial tripulat amb set astronautes |                                              |                                                     |                                                     |                                                   |                                                   |
| 31 d'agost 09:28        | - Llarga Marxa 3B | - Llarga Marxa 3B                            | - Xichang                                           | - Xichang                                           | - CNSA                                            | - CNSA                                            |
| 31 d'agost 09:28        | - Palapa-D | Indosat                                      | Geosíncrona                                         | Comunicacions                                       | En òrbita                                         | Error parcial de llançament Operacional           |
| 31 d'agost 09:28        | La tercera etapa va fallar durant el reinici causa d'un malfuncionament del generador de gas |                                              |                                                     |                                                     |                                                   |                                                   |
| Setembre                | |                                              |                                                     |                                                     |                                                   |                                                   |
| 3 de setembre           | - UGM-133 Trident II D5 | - UGM-133 Trident II D5                      | - USS West Virginia, Eastern Range                  | - USS West Virginia, Eastern Range                  | - Marina dels Estats Units d'Amèrica              | - Marina dels Estats Units d'Amèrica              |
| 3 de setembre           | | Marina dels Estats Units d'Amèrica           | Suborbital                                          | Prova de míssils                                    | 3 de setembre                                     | Reeixit                                           |
| 3 de setembre           | apogeu: 1000 km |                                              |                                                     |                                                     |                                                   |                                                   |
| 4 de setembre           | - UGM-133 Trident II D5 | - UGM-133 Trident II D5                      | - USS West Virginia, Eastern Range                  | - USS West Virginia, Eastern Range                  | - Marina dels Estats Units d'Amèrica              | - Marina dels Estats Units d'Amèrica              |
| 4 de setembre           | | Marina dels Estats Units d'Amèrica           | Suborbital                                          | Prova de míssils                                    | 4 de setembre                                     | Reeixit                                           |
| 4 de setembre           | apogeu: 1000 km |                                              |                                                     |                                                     |                                                   |                                                   |
| 8 de setembre 21:35     | - Atlas V 401 | - Atlas V 401                                | - Cape Canaveral SLC-41                             | - Cape Canaveral SLC-41                             | - United Launch Alliance                          | - United Launch Alliance                          |
| 8 de setembre 21:35     | - USA-207 (PAN) |                                              | Geoestacionari                                      | Comunicacions                                       | En òrbita                                         | Operacional                                       |
| 10 de setembre 17:01:46 | - H-IIB | - H-IIB                                      | - Tanegashima LA-Y2                                 | - Tanegashima LA-Y2                                 | - JAXA                                            | - JAXA                                            |
| 10 de setembre 17:01:46 | - HTV-1 | JAXA                                         | Òrbita baixa (ISS)                                  | Logística                                           | 1 de novembre 21:26                               | Reeixit                                           |
| 10 de setembre 17:01:46 | Vol inaugural del H-IIB i el H-II Transfer Vehicle, primer llançament del LA-Y2 |                                              |                                                     |                                                     |                                                   |                                                   |
| 14 de setembre 17:40    | - Black Brant IX | - Black Brant IX                             | - White Sands LC-36                                 | - White Sands LC-36                                 | - NASA                                            | - NASA                                            |
| 14 de setembre 17:40    | - HERSCHEL | NRL                                          | Suborbital                                          | Solar                                               | 14 de setembre                                    | Reeixit                                           |
| 17 de setembre 15:55    | - Soiuz-2.1b/Fregat | - Soiuz-2.1b/Fregat                          | - Baikonur Site 31/6                                | - Baikonur Site 31/6                                | - Roskosmos                                       | - Roskosmos                                       |
| 17 de setembre 15:55    | - Meteor M-1 | Roskosmos                                    | Heliocèntrica                                       | Meteorologia                                        | En òrbita                                         | Operacional                                       |
| 17 de setembre 15:55    | - Universitetsky-Tatyana-2 | MSU                                          | Heliocèntrica                                       | Tecnologia                                          | En òrbita                                         | Operacional                                       |
| 17 de setembre 15:55    | - Sterkh-2 | Roskosmos                                    | Heliocèntrica                                       | Comunicacions Recerca i rescat                      | En òrbita                                         | Operacional                                       |
| 17 de setembre 15:55    | - UGATUSAT | UGATU                                        | Heliocèntrica                                       | Imatgeria                                           | En òrbita                                         | Operacional                                       |
| 17 de setembre 15:55    | - BLITS | Roskosmos                                    | Heliocèntrica                                       | Calibratge de radar                                 | En òrbita                                         | Operacional                                       |
| 17 de setembre 15:55    | - Sumbandila | Stellenbosch                                 | Òrbita baixa                                        | Tecnologia                                          | En òrbita                                         | Operacional                                       |
| 17 de setembre 15:55    | - IRIS |                                              | Òrbita baixa                                        | Tecnologia                                          | En òrbita                                         | Operacional                                       |
| 17 de setembre 15:55    | El IRIS va romandre intencionadament enganxat al tram superior del coet |                                              |                                                     |                                                     |                                                   |                                                   |
| 17 de setembre 19:19:19 | - Proton-M/Briz-M Enhanced | - Proton-M/Briz-M Enhanced                   | - Baikonur Site 200/39                              | - Baikonur Site 200/39                              | - International Launch Services                   | - International Launch Services                   |
| 17 de setembre 19:19:19 | - Nimiq 5 | Telesat Canada                               | Geosíncrona                                         | Comunicacions                                       | En òrbita                                         | Operacional                                       |
| 19 de setembre 23:32    | - Black Brant XII | - Black Brant XII                            | - Wallops Island LP-1                               | - Wallops Island LP-1                               | - NASA                                            | - NASA                                            |
| 19 de setembre 23:32    | - CARE | NRL                                          | Suborbital                                          | Aeronomia                                           | 19 de setembre                                    | Reeixit                                           |
| 23 de setembre 06:21    | - PSLV-CA | - PSLV-CA                                    | - Satish Dhawan FLP                                 | - Satish Dhawan FLP                                 | - ISRO                                            | - ISRO                                            |
| 23 de setembre 06:21    | - Oceansat-2 | ISRO                                         | Heliocèntrica                                       | Oceanografia                                        | En òrbita                                         | Operacional                                       |
| 23 de setembre 06:21    | - BeeSat | TU Berlin                                    | Heliocèntrica                                       | Tecnologia                                          | En òrbita                                         | Operacional                                       |
| 23 de setembre 06:21    | - UWE-2 | Würzburg                                     | Heliocèntrica                                       | Tecnologia                                          | En òrbita                                         | Operacional                                       |
| 23 de setembre 06:21    | - ITU-pSat1 | ITU                                          | Heliocèntrica                                       | Tecnologia                                          | En òrbita                                         | Operacional                                       |
| 23 de setembre 06:21    | - SwissCube-1 | EPFL                                         | Heliocèntrica                                       | Atmosfèric                                          | En òrbita                                         | Operacional                                       |
| 23 de setembre 06:21    | - Rubin 9.1 | OHB-System                                   | Òrbita baixa                                        | Tecnologia                                          | En òrbita                                         | Reeixit                                           |
| 23 de setembre 06:21    | - Rubin 9.2 | OHB-System                                   | Òrbita baixa                                        | Tecnologia                                          | En òrbita                                         | Reeixit                                           |
| 23 de setembre 06:21    | Primer satèl·lit suís, la càrrega Rubin va romandre intencionadament enganxada al tram superior del coet |                                              |                                                     |                                                     |                                                   |                                                   |
| 25 de setembre 12:20    | - Delta II 7920-10C | - Delta II 7920-10C                          | - Cape Canaveral SLC-17B                            | - Cape Canaveral SLC-17B                            | - United Launch Alliance                          | - United Launch Alliance                          |
| 25 de setembre 12:20    | - USA-208 (STSS-Demo 1) | Força Aèria dels Estats Units d'Amèrica      | Òrbita baixa                                        | Tecnologia Defensa de míssils                       | En òrbita                                         | Operacional                                       |
| 25 de setembre 12:20    | - USA-209 (STSS-Demo 2) | Força Aèria dels Estats Units d'Amèrica      | Òrbita baixa                                        | Tecnologia Defensa de míssils                       | En òrbita                                         | Operacional                                       |
| 27 de setembre          | - Shahab 1 | - Shahab 1                                   | - Iran                                              | - Iran                                              | - IGRC                                            | - IGRC                                            |
| 27 de setembre          | | IGRC                                         | Suborbital                                          | Prova de míssils                                    | 27 de setembre                                    | Reeixit                                           |
| 27 de setembre          | Part de l'exercici Great Prophet IV, apogeu: 100 km |                                              |                                                     |                                                     |                                                   |                                                   |
| 27 de setembre          | - Shahab 2 | - Shahab 2                                   | - Iran                                              | - Iran                                              | - IGRC                                            | - IGRC                                            |
| 27 de setembre          | | IGRC                                         | Suborbital                                          | Prova de míssils                                    | 27 de setembre                                    | Reeixit                                           |
| 27 de setembre          | Part de l'exercici Great Prophet IV, apogeu: 100 km |                                              |                                                     |                                                     |                                                   |                                                   |
| 28 de setembre          | - Shahab 3 | - Shahab 3                                   | - Iran                                              | - Iran                                              | - IGRC                                            | - IGRC                                            |
| 28 de setembre          | | IGRC                                         | Suborbital                                          | Prova de míssils                                    | 28 de setembre                                    | Reeixit                                           |
| 28 de setembre          | Part de l'exercici Great Prophet IV, apogeu: 500 km |                                              |                                                     |                                                     |                                                   |                                                   |
| 28 de setembre          | - Sejjil-1 | - Sejjil-1                                   | - Iran                                              | - Iran                                              | - IGRC                                            | - IGRC                                            |
| 28 de setembre          | | IGRC                                         | Suborbital                                          | Prova de míssils                                    | 28 de setembre                                    | Reeixit                                           |
| 28 de setembre          | Part de l'exercici Great Prophet IV, apogeu: 800 km |                                              |                                                     |                                                     |                                                   |                                                   |
| 30 de setembre 07:14    | - Soiuz-FG | - Soiuz-FG                                   | - Baikonur Site 1/5                                 | - Baikonur Site 1/5                                 | - Roskosmos                                       | - Roskosmos                                       |
| 30 de setembre 07:14    | - Soiuz TMA-16 | Roskosmos                                    | Òrbita baixa (ISS)                                  | ISS Expedition 21                                   | 18 de març 2010                                   | Reeixit                                           |
| 30 de setembre 07:14    | Vol espacial tripulat amb tres cosmonautes |                                              |                                                     |                                                     |                                                   |                                                   |
| Octubre                 | |                                              |                                                     |                                                     |                                                   |                                                   |
| 1 d'octubre 21:59       | - Ariane 5ECA | - Ariane 5ECA                                | - Kourou ELA-3                                      | - Kourou ELA-3                                      | - Arianespace                                     | - Arianespace                                     |
| 1 d'octubre 21:59       | - Amazonas-2 | Hispasat                                     | Geosíncrona                                         | Comunicacions                                       | En òrbita                                         | Operacional                                       |
| 1 d'octubre 21:59       | - COMSATBw-1 | Bundeswehr                                   | Geosíncrona                                         | Comunicacions                                       | En òrbita                                         | Operacional                                       |
| 6 d'octubre             | - R-29R Volna | - R-29R Volna                                | - K-433 Svyatoy Georgiy Pobedonosets, Mar d'Okhotsk | - K-433 Svyatoy Georgiy Pobedonosets, Mar d'Okhotsk | - VMF                                             | - VMF                                             |
| 6 d'octubre             | | VMF                                          | Suborbital                                          | Prova de míssils                                    | 6 d'octubre                                       | Reeixit                                           |
| 6 d'octubre             | Transportava quatre vehicles de reentrada |                                              |                                                     |                                                     |                                                   |                                                   |
| 7 d'octubre             | - R-29R Volna | - R-29R Volna                                | - K-44 Ryazan, Mar d'Okhotsk                        | - K-44 Ryazan, Mar d'Okhotsk                        | - VMF                                             | - VMF                                             |
| 7 d'octubre             | | VMF                                          | Suborbital                                          | Prova de míssils                                    | 7 d'octubre                                       | Reeixit                                           |
| 7 d'octubre             | Transportava quatre vehicles de reentrada |                                              |                                                     |                                                     |                                                   |                                                   |
| 8 d'octubre 18:51       | - Delta II 7920 | - Delta II 7920                              | - Vandenberg SLC-2W                                 | - Vandenberg SLC-2W                                 | - United Launch Alliance                          | - United Launch Alliance                          |
| 8 d'octubre 18:51       | - WorldView-2 | DigitalGlobe                                 | Òrbita baixa                                        | Imatgeria                                           | En òrbita                                         | Operacional                                       |
| 12 d'octubre            | - Prithvi 2 | - Prithvi 2                                  | - Orisa                                             | - Orisa                                             | - Indian Air Force                                | - Indian Air Force                                |
| 12 d'octubre            | | Indian Air Force                             | Suborbital                                          | Objectiu                                            | 12 d'octubre                                      | Reeixit                                           |
| 15 d'octubre 01:14      | - Soiuz-U | - Soiuz-U                                    | - Baikonur Site 1/5                                 | - Baikonur Site 1/5                                 | - Roskosmos                                       | - Roskosmos                                       |
| 15 d'octubre 01:14      | - Progress M-03M | Roskosmos                                    | Òrbita baixa (ISS)                                  | Logística                                           | 27 d'abril 2010 18:50:56                          | Reeixit                                           |
| 15 d'octubre 01:14      | Vol de l'ISS 35P |                                              |                                                     |                                                     |                                                   |                                                   |
| 16 d'octubre            | - ARAV-B (Terrier-Oriole) | - ARAV-B (Terrier-Oriole)                    | - Kauai                                             | - Kauai                                             | - MDA                                             | - MDA                                             |
| 16 d'octubre            | - FTX-06 Event 2 | MDA                                          | Suborbital                                          | Prova d'ABM                                         | 16 d'octubre                                      | Reeixit                                           |
| 16 d'octubre            | Objectiu de radar, no es va interceptar |                                              |                                                     |                                                     |                                                   |                                                   |
| 16 d'octubre            | - ARAV-B (Terrier-Oriole) | - ARAV-B (Terrier-Oriole)                    | - Kauai                                             | - Kauai                                             | - MDA                                             | - MDA                                             |
| 16 d'octubre            | - FTX-06 Event 3 | MDA                                          | Suborbital                                          | Prova d'ABM                                         | 16 d'octubre                                      | Reeixit                                           |
| 16 d'octubre            | Objectiu de radar, no es va interceptar |                                              |                                                     |                                                     |                                                   |                                                   |
| 18 d'octubre 16:12      | - Atlas V 401 | - Atlas V 401                                | - Vandenberg SLC-3E                                 | - Vandenberg SLC-3E                                 | - United Launch Alliance                          | - United Launch Alliance                          |
| 18 d'octubre 16:12      | - USA-210 (DMSP-5D3 F18) | Força Aèria dels Estats Units d'Amèrica/NOAA | Òrbita baixa                                        | Clima                                               | En òrbita                                         | Operational                                       |
| 28 d'octubre 04:00      | |                                              | - Kauai                                             | - Kauai                                             | - MDA                                             | - MDA                                             |
| 28 d'octubre 04:00      | | JMSDF/MDA                                    | Suborbital                                          | Prova d'ABM                                         | 28 d'octubre                                      | Reeixit                                           |
| 28 d'octubre 04:00      | apogeu: 150 km, interceptat pel SM-3 |                                              |                                                     |                                                     |                                                   |                                                   |
| 28 d'octubre 04:04      | - RIM-161 Standard Missile 3 | - RIM-161 Standard Missile 3                 | - JDS Myoko, Oceà Pacífic                           | - JDS Myoko, Oceà Pacífic                           | - JMSDF                                           | - JMSDF                                           |
| 28 d'octubre 04:04      | | JMSDF                                        | Suborbital                                          | Prova d'ABM                                         | 28 d'octubre                                      | Reeixit                                           |
| 28 d'octubre 04:04      | apogeu: 150 km, no es va interceptar |                                              |                                                     |                                                     |                                                   |                                                   |
| 29 d'octubre 20:00      | - Ariane 5ECA | - Ariane 5ECA                                | - Kourou ELA-3                                      | - Kourou ELA-3                                      | - Arianespace                                     | - Arianespace                                     |
| 29 d'octubre 20:00      | - Thor-6 | Telenor                                      | Geosíncrona                                         | Comunicacions                                       | En òrbita                                         | Operational                                       |
| 29 d'octubre 20:00      | - NSS-12 | SES New Skies                                | Geosíncrona                                         | Comunicacions                                       | En òrbita                                         | Operational                                       |
| Novembre                | |                                              |                                                     |                                                     |                                                   |                                                   |
| 1 de novembre           | - R-29RMU Sineva | - R-29RMU Sineva                             | - K-117 Bryansk, Mar de Barent                      | - K-117 Bryansk, Mar de Barent                      | - VMF                                             | - VMF                                             |
| 1 de novembre           | | VMF                                          | Suborbital                                          | Prova de míssils                                    | 1 de novembre                                     | Reeixit                                           |
| 1 de novembre           | Transportava quatre vehicles de reentrada |                                              |                                                     |                                                     |                                                   |                                                   |
| 2 de novembre 01:50     | - Rókot/Briz-KM | - Rókot/Briz-KM                              | - Plesetsk Site 133/3                               | - Plesetsk Site 133/3                               | - Eurockot                                        | - Eurockot                                        |
| 2 de novembre 01:50     | - SMOS | ESA                                          | Heliocèntrica                                       | Ciència terrestre                                   | En òrbita                                         | Operacional                                       |
| 2 de novembre 01:50     | - Proba-2 | ESA                                          | Heliocèntrica                                       | Ciència terrestre                                   | En òrbita                                         | Operacional                                       |
| 5 de novembre           | - ARAV-C (Talos-Castor) | - ARAV-C (Talos-Castor)                      | - Kauai                                             | - Kauai                                             | - MDA                                             | - MDA                                             |
| 5 de novembre           | - FTX-06 Event 4 | MDA                                          | Suborbital                                          | Prova d'ABM                                         | 5 de novembre                                     | Reeixit                                           |
| 5 de novembre           | Objectiu de radar, no es va interceptar |                                              |                                                     |                                                     |                                                   |                                                   |
| 10 de novembre 14:22    | - Soiuz-U | - Soiuz-U                                    | - Baikonur Site 1/5                                 | - Baikonur Site 1/5                                 | - Roskosmos                                       | - Roskosmos                                       |
| 10 de novembre 14:22    | - Progress M-MIM2 | Roskosmos                                    | Òrbita baixa (ISS)                                  | Recuperador orbital                                 | 8 de desembre 05:27                               | Reeixit                                           |
| 10 de novembre 14:22    | - Poisk (MRM-2) | Roskosmos                                    | Òrbita baixa (ISS)                                  | component de la ISS                                 | En òrbita                                         | Operational                                       |
| 10 de novembre 14:22    | Vol de l'ISS 5R |                                              |                                                     |                                                     |                                                   |                                                   |
| 12 de novembre 02:45    | - Llarga Marxa 2C | - Llarga Marxa 2C                            | - Jiuquan LA-4                                      | - Jiuquan LA-4                                      | - CASC                                            | - CASC                                            |
| 12 de novembre 02:45    | - Shijian XI-01 | CASC                                         | Òrbita baixa                                        | Tecnologia                                          | En òrbita                                         | Operacional                                       |
| 14 de novembre 02:30    | - Black Brant IX | - Black Brant IX                             | - White Sands LC-36                                 | - White Sands LC-36                                 | - NASA                                            | - NASA                                            |
| 14 de novembre 02:30    | - CyXESS | Colorado                                     | Suborbital                                          | Astronomia de raigs X                               | 14 de novembre                                    | Reeixit                                           |
| 16 de novembre 19:28    | - Transbordador espacial Atlantis | - Transbordador espacial Atlantis            | - Kennedy LC-39A                                    | - Kennedy LC-39A                                    | - United Space Alliance                           | - United Space Alliance                           |
| 16 de novembre 19:28    | - STS-129 | NASA                                         | Òrbita baixa (ISS)                                  | Construcció de la ISS                               | 27 de novembre 14:44                              | Reeixit                                           |
| 16 de novembre 19:28    | - ExPRESS-1 | NASA                                         | Òrbita baixa (ISS)                                  | Logística de l'ISS                                  | En òrbita                                         | Operational                                       |
| 16 de novembre 19:28    | - ExPRESS-2 | NASA                                         | Òrbita baixa (ISS)                                  | Logística de l'ISS                                  | En òrbita                                         | Operational                                       |
| 16 de novembre 19:28    | Vol espacial tripulat, llançant sis astronautes, i aterrant amb set |                                              |                                                     |                                                     |                                                   |                                                   |
| 20 de novembre 10:44    | - Soiuz-U | - Soiuz-U                                    | - Plesetsk Site 16/2                                | - Plesetsk Site 16/2                                | - RVSN                                            | - RVSN                                            |
| 20 de novembre 10:44    | - Kosmos 2455 (Lotos-S) | VKS                                          | Òrbita baixa                                        | ELINT                                               | En òrbita                                         | Operational                                       |
| 22 de novembre 11:15    | - VSB-30 | - VSB-30                                     | - Esrange                                           | - Esrange                                           | - EuroLaunch                                      | - EuroLaunch                                      |
| 22 de novembre 11:15    | - TEXUS-46 | ESA                                          | Suborbital                                          | Microgravetat                                       | 22 de novembre                                    | Reeixit                                           |
| 22 de novembre 11:15    | apogeu: 252 km |                                              |                                                     |                                                     |                                                   |                                                   |
| 23 de novembre 06:55    | - Atlas V 431 | - Atlas V 431                                | - Cape Canaveral SLC-41                             | - Cape Canaveral SLC-41                             | - United Launch Alliance                          | - United Launch Alliance                          |
| 23 de novembre 06:55    | - Intelsat 14 | Intelsat                                     | Geosíncrona                                         | Comunicacions                                       | En òrbita                                         | Operacional                                       |
| 23 de novembre 14:20    | - Agni II | - Agni II                                    | - Integrated Test Range                             | - Integrated Test Range                             | - Indian Army/DRDO                                | - Indian Army/DRDO                                |
| 23 de novembre 14:20    | | Indian Army/DRDO                             | Suborbital                                          | Prova de míssils                                    | 23 de novembre                                    | Error de llançament                               |
| 23 de novembre 14:20    | Pèrdua de control després de la separació del segon tram |                                              |                                                     |                                                     |                                                   |                                                   |
| 24 de novembre 14:19    | - Proton-M/Briz-M Enhanced | - Proton-M/Briz-M Enhanced                   | - Baikonur Site 200/39                              | - Baikonur Site 200/39                              | - International Launch Services                   | - International Launch Services                   |
| 24 de novembre 14:19    | - Eutelsat W7 | Eutelsat                                     | Geosíncrona                                         | Comunicacions                                       | En òrbita                                         | Operacional                                       |
| 28 de novembre 01:21    | - H-IIA 202 | - H-IIA 202                                  | - Tanegashima LA-Y1                                 | - Tanegashima LA-Y1                                 | - Mitsubishi                                      | - Mitsubishi                                      |
| 28 de novembre 01:21    | - IGS Optical 3 |                                              | Òrbita baixa                                        | Reconeixement                                       | En òrbita                                         | Operacional                                       |
| 29 de novembre 09:00    | - VSB-30 | - VSB-30                                     | - Esrange                                           | - Esrange                                           | - EuroLaunch                                      | - EuroLaunch                                      |
| 29 de novembre 09:00    | - TEXUS-47 | ESA                                          | Suborbital                                          | Microgravetat                                       | 29 de novembre                                    | Reeixit                                           |
| 29 de novembre 09:00    | apogeu: 264 km |                                              |                                                     |                                                     |                                                   |                                                   |
| 30 de novembre 01:38    | - Atea-1 | - Atea-1                                     | - Great Mercury Island                              | - Great Mercury Island                              | - Rocket Lab                                      | - Rocket Lab                                      |
| 30 de novembre 01:38    | - Manu Karere | Rocket Lab                                   | Suborbital                                          | Vol de proves                                       | 30 de novembre                                    | Reeixit                                           |
| 30 de novembre 01:38    | apogeu: 120 km, vol inaugural de l'Atea-1, primer vol espacial de Nova Zelanda |                                              |                                                     |                                                     |                                                   |                                                   |
| 30 de novembre 21:00    | - Zenit-3SLB | - Zenit-3SLB                                 | - Baikonur Site 45/1                                | - Baikonur Site 45/1                                | - Land Launch                                     | - Land Launch                                     |
| 30 de novembre 21:00    | - Intelsat 15 | Intelsat                                     | Geosíncrona                                         | Comunicacions                                       | En òrbita                                         | Operacional                                       |
| Desembre                | |                                              |                                                     |                                                     |                                                   |                                                   |
| 6 de desembre 01:47     | - Delta IV-M+ (5,4) | - Delta IV-M+ (5,4)                          | - Cape Canaveral SLC-37B                            | - Cape Canaveral SLC-37B                            | - United Launch Alliance                          | - United Launch Alliance                          |
| 6 de desembre 01:47     | - USA-211 (WGS-3) | Força Aèria dels Estats Units d'Amèrica      | Geosíncrona                                         | Comunicacions                                       | En òrbita                                         | Reeixit                                           |
| 6 de desembre 01:47     | Vol inaugural del Delta IV-M+ (5,4), satèl·lit final del Block I WGS |                                              |                                                     |                                                     |                                                   |                                                   |
| 9 de desembre 06:45     | - RSM-56 Bulava | - RSM-56 Bulava                              | - TK-208 Dmitri Donskoi, Mar Blanc                  | - TK-208 Dmitri Donskoi, Mar Blanc                  | - VMF                                             | - VMF                                             |
| 9 de desembre 06:45     | | VMF                                          | Suborbital                                          | Prova de míssils                                    | 9 de desembre                                     | Error de llançament                               |
| 9 de desembre 06:45     | Pèrdua de control durant la ignició de la tercera etapa, causat per una anomalia d'espiral al cel de Noruega |                                              |                                                     |                                                     |                                                   |                                                   |
| 9 de desembre 08:42     | - Llarga Marxa 2D | - Llarga Marxa 2D                            | - Jiuquan LA-4/SLS-2                                | - Jiuquan LA-4/SLS-2                                | - CNSA                                            | - CNSA                                            |
| 9 de desembre 08:42     | - Yaogan-7 | CNSA                                         | Heliocèntrica                                       | Teledetecció                                        | En òrbita                                         | Operacional                                       |
| 10 de desembre 11:35    | - RS-12M Topol | - RS-12M Topol                               | - Kapustin Iar                                      | - Kapustin Iar                                      | - RVSN                                            | - RVSN                                            |
| 10 de desembre 11:35    | | RVSN                                         | Suborbital                                          | Prova de míssils                                    | 10 de desembre                                    | Reeixit                                           |
| 13 de desembre          | - Dhanush | - Dhanush                                    | - INS Subhadra                                      | - INS Subhadra                                      | - Indian Navy                                     | - Indian Navy                                     |
| 13 de desembre          | | Indian Navy                                  | Suborbital                                          | Objectiu                                            | 13 de desembre                                    | Reeixit                                           |
| 14 de desembre 10:38    | - Proton-M/DM-2 Enhanced | - Proton-M/DM-2 Enhanced                     | - Baikonur Site 81/24                               | - Baikonur Site 81/24                               | - Khrunichev                                      | - Khrunichev                                      |
| 14 de desembre 10:38    | - Kosmos 2456 (GLONASS-M) | VKS                                          | òrbita mitjana                                      | Navegació                                           | En òrbita                                         | Operacional                                       |
| 14 de desembre 10:38    | - Kosmos 2457 (GLONASS-M) | VKS                                          | òrbita mitjana                                      | Navegació                                           | En òrbita                                         | Operacional                                       |
| 14 de desembre 10:38    | - Kosmos 2458 (GLONASS-M) | VKS                                          | òrbita mitjana                                      | Navegació                                           | En òrbita                                         | Operacional                                       |
| 14 de desembre 14:09    | - Delta II 7320 | - Delta II 7320                              | - Vandenberg SLC-2W                                 | - Vandenberg SLC-2W                                 | - United Launch Alliance                          | - United Launch Alliance                          |
| 14 de desembre 14:09    | - WISE | NASA                                         | Heliocèntrica                                       | Astronomia de IR                                    | En òrbita                                         | Operacional                                       |
| 15 de desembre 02:31    | - Llarga Marxa 4C | - Llarga Marxa 4C                            | - Taiyuan LC-2                                      | - Taiyuan LC-2                                      | - CNSA                                            | - CNSA                                            |
| 15 de desembre 02:31    | - Yaogan-8 | CNSA                                         | Heliocèntrica                                       | Teledetecció                                        | En òrbita                                         | Operacional                                       |
| 15 de desembre 02:31    | - Xi Wang 1 | CNSA                                         | Heliocèntrica                                       | Ràdio per a novells                                 | En òrbita                                         | Operacional                                       |
| 16 de desembre          | - Sejjil-2 | - Sejjil-2                                   | - Iran                                              | - Iran                                              | - IGRC                                            | - IGRC                                            |
| 16 de desembre          | | IGRC                                         | Suborbital                                          | Prova de míssils                                    | 16 de desembre                                    | Reeixit                                           |
| 16 de desembre          | apogeu: 800 km |                                              |                                                     |                                                     |                                                   |                                                   |
| 17 de desembre 03:25    | - Terrier-Orion | - Terrier-Orion                              | - Wallops Island                                    | - Wallops Island                                    | - NASA                                            | - NASA                                            |
| 17 de desembre 03:25    | - HAROH | ERAU                                         | Suborbital                                          | Aeronomia                                           | 17 de desembre                                    | Reeixit                                           |
| 18 de desembre 16:26    | - Ariane 5GS | - Ariane 5GS                                 | - Kourou ELA-3                                      | - Kourou ELA-3                                      | - Arianespace                                     | - Arianespace                                     |
| 18 de desembre 16:26    | - Helios IIB | DGA                                          | Òrbita baixa                                        | Reconeixement                                       | En òrbita                                         | Operacional                                       |
| 18 de desembre 16:26    | Vol final de l'Ariane 5GS |                                              |                                                     |                                                     |                                                   |                                                   |
| 19 de desembre          | - UGM-133 Trident II D5 | - UGM-133 Trident II D5                      | - USS Alaska                                        | - USS Alaska                                        | - Marina dels Estats Units d'Amèrica              | - Marina dels Estats Units d'Amèrica              |
| 19 de desembre          | | Marina dels Estats Units d'Amèrica           | Suborbital                                          | Vol de proves                                       | 19 de desembre                                    | Reeixit                                           |
| 19 de desembre          | Demonstració de l'Operació Shakedown |                                              |                                                     |                                                     |                                                   |                                                   |
| 20 de desembre 21:52    | - Soiuz-FG | - Soiuz-FG                                   | - Baikonur Site 1/5                                 | - Baikonur Site 1/5                                 | - Roskosmos                                       | - Roskosmos                                       |
| 20 de desembre 21:52    | - Soiuz TMA-17 | Roskosmos                                    | Òrbita baixa (ISS)                                  | ISS Expedition 22                                   | 2 de juny 2010 03:25                              | Reeixit                                           |
| 20 de desembre 21:52    | Vol espacial tripulat amb tres cosmonautes |                                              |                                                     |                                                     |                                                   |                                                   |
| 24 de desembre          | - R-36M2 Voyevoda | - R-36M2 Voyevoda                            | - Dombarovsky                                       | - Dombarovsky                                       | - RVSN                                            | - RVSN                                            |
| 24 de desembre          | | RVSN                                         | Suborbital                                          | Prova de míssils                                    | 24 de desembre                                    | Reeixit                                           |
| 29 de desembre 00:22    | - Proton-M/Briz-M Enhanced | - Proton-M/Briz-M Enhanced                   | - Baikonur Site 200/39                              | - Baikonur Site 200/39                              | - International Launch Services                   | - International Launch Services                   |
| 29 de desembre 00:22    | - DirecTV-12 | DirecTV                                      | Planificat: Geosíncrona                             | Comunicacions                                       | En òrbita                                         | Operacional                                       |

## Encontres espacials
| Data           | Nau espacial   | Esdeveniment                      | Comentaris |
| -------------- | -------------- | --------------------------------- | --- |
| 7 de febrer    | Cassini        | 50è sobrevol de Tità              | Apropament màxim: 960 km |
| 12 de febrer   | Okina          | Impacte lunar                     | Cara oculta de la Lluna |
| 17 de febrer   | Dawn           | Sobrevol de Mart                  | Assistència gravitacional, acostament màxim de 549 km a les 00:28 GMT |
| 1 de març      | Chang'e 1      | Impacte lunar                     | Desorbitat el 07:36 i va impactar a les 08:13 |
| 27 de març     | Cassini        | 51è sobrevol de Tità              | Apropament màxim: 960 km |
| 4 d'abril      | Cassini        | 52è sobrevol de Tità              | Apropament màxim: 4150 km |
| 20 d'abril     | Cassini        | 53è sobrevol de Tità              | Apropament màxim: 3600 km |
| 5 de maig      | Cassini        | 54è sobrevol de Tità              | Apropament màxim: 3244 km |
| 21 de maig     | Cassini        | 55è sobrevol de Tità              | Apropament màxim: 965 km |
| 6 de juny      | Cassini        | 56è sobrevol de Tità              | Apropament màxim: 965 km |
| 10 de juny     | Kaguya         | Impacte lunar                     | a les 18:25 UTC, al voltant del cràter Gill. |
| 22 de juny     | Cassini        | 57è sobrevol de Tità              | Apropament màxim: 955 km |
| 23 de juny     | LRO            | Inserció en òrbita selenocèntrica | L'impuls de la insersió orbital va durar de les 09:47 a les 10:26 UTC |
| 23 de juny     | LCROSS/Centaur | Sobrevol lunar                    | Assistència gravitacional per alinear l'impacte a l'octubre, Apropament màxim: 3200 km a les 10:30:33 UTC |
| 8 de juliol    | Cassini        | 58è sobrevol de Tità              | Apropament màxim: 965 km |
| 24 de juliol   | Cassini        | 59è sobrevol de Tità              | Apropament màxim: 955 km |
| 9 d'agost      | Cassini        | 60è sobrevol de Tità              | Apropament màxim: 970 km |
| 25 d'agost     | Cassini        | 61è sobrevol de Tità              | Apropament màxim: 970 km |
| 17 de setembre | Artemis P1     | Sobrevol lunar                    | Apropament màxim: 43875 km a les 00:49 UTC |
| 30 de setembre | MESSENGER      | 3r sobrevol de Mercuri            | Assistència gravitacional, Apropament màxim: 229 km |
| 9 d'octubre    | AV-020 Centaur | Impacte lunar                     | Etapa superior de 2000 kg del coet Atlas V utilitzat en el llançament del LRO i el LCROSS. Va impactar en el cràter Cabeus al pol sud lunar. L'impacte va tenir lloc a les 11:31 UTC, i va ser observat pel LCROSS. |
| 9 d'octubre    | LCROSS (S-S/C) | Impacte lunar                     | Nau espacial de patrulla de 700 Kg. Desacoblat del Centaur a les 01:50 UTC, i va impactar al mateix cràter a les 11:37.                                                                                             |
| 12 d'octubre   | Cassini        | 62è sobrevol de Tità              | Apropament màxim: 1300 km |
| 2 de novembre  | Cassini        | 7è sobrevol d'Encèlad             | Apropament màxim: 103 kmNOP |
| 13 de novembre | Rosetta        | 3r sobrevol de la Terra           | Assistència gravitacional |
| 21 de novembre | Cassini        | 8è sobrevol d'Encèlad             | Apropament màxim: 1607 km |
| 8 de desembre  | Artemis P1     | Sobrevol lunar                    | Apropament màxim: 16101 km a les 01:25 UTC |
| 12 de desembre | Cassini        | 63è sobrevol de Tità              | Apropament màxim: 4850 km |
| 28 de desembre | Cassini        | 64è sobrevol de Tità              | Apropament màxim: 955 km |

Els sobrevols distants i involuntaris de Dione, Mimes, Rea, Tetis i Tità per la Cassini van tenir lloc al llarg de l'any.

## EVAs
| Inici Data/Hora      | Duració           | Hora fi             | Nau espacial                              | Tripulació                                                           | Comentaris |
| -------------------- | ----------------- | ------------------- | ----------------------------------------- | -------------------------------------------------------------------- | --- |
| 10 de març 16:22     | 4 hores 49 minuts | 21:11               | Expedition 18 ISS Pirs                    | Rússia - Iuri Lontxakov · Estats Units - Michael Fincke              | Es va instal·lar l'experiment EXPOSE-R, eliminades les cintes de corretges al compatiment d'acoblament del Pirs, es va inspeccionar i fotografiar l'exterior de la part russa de l'estació. |
| 19 de març 17:16     | 6 hores 7 minuts  | 23:23               | STS-119 ISS Quest                         | Estats Units - Steven Swanson · Estats Units - Richard R. Arnold     | Es va instal·lar l'armadura del S6 a l'armadura S5, es van connectar els enllaços del S5/S6, alliberades les restriccions de llançament, eliminat pins de quilla, retirar i emmagatzemar les cobertes tèrmiques, i es va desplegar el radiador fotovoltaic del S6. |
| 21 de març 16:51     | 6 hores 30 minuts | 23:21               | STS-119 ISS Quest                         | Estats Units - Steven Swanson · Estats Units - Joseph M. Acaba       | Preparació avançada de la zona de treball pel STS-127, instal·lació d'un sistema d'acoblament de càrrega no pressuritzada en l'armadura del P3, instal·lació d'una anetna de Global Positioning System al laboratori del Kibo, i panells d'imatgeria en infraroigs dels radiadors de les armadures del P1 i S1. La instal·lació del transportador de càrrega va resultar amb èxit |
| 23 de març 15:37     | 6 hores 27 minuts | 22:04               | STS-119 ISS Quest                         | Estats Units - Joseph M. Acaba · Estats Units - Richard R. Arnold    | Recol·locació de l'equip de la tripulació, es completa la implementació del portador de càrrega, es lubrica el braç robòtic de l'estació, i es va acabar l'intercanvi de relés elèctrics dels giroscopis de l'estació. La instal·lació del transportador de càrrega va resultar amb èxit |
| 14 de maig 12:52     | 7 hores 20 minuts | 20:12               | STS-125 Transbordador espacial Atlantis - | Estats Units - John M. Grunsfeld · Estats Units - Andrew J. Feustel  | Servei al HST: Es substitueix el WFPC-2 amb el WFC-3, es substitueix el Science Instrument Command and Data Handling Unit, es lubriquen les tres portetes i s'instal·la el SCM. |
| 15 de maig 12:49     | 7 hores 56 minuts | 20:46               | STS-125 Atlantis                          | Estats Units - Michael J. Massimino · Estats Units - Michael T. Good | Servei al HST: Es substitueix el giroscopi de detecció, s'elimina una de les dues bateries. |
| 16 de maig 13:35     | 6 hores 36 minuts | 20:11               | STS-125 Atlantis                          | Estats Units - John M. Grunsfeld · Estats Units - Andrew J. Feustel  | Servei al HST: Es substitueix el COSTAR amb el COS. Es repara l'ACS, es realitzen tasques en l'EVA-5. |
| 17 de maig 13:45     | 8 hores 2 minuts  | 21:47               | STS-125 Atlantis                          | Estats Units - Michael J. Massimino · Estats Units - Michael T. Good | Servei al HST: Es repara el Space Telescope Imaging Spectrograph. |
| 18 de maig 13:20     | 7 hores 2 minuts  | 20:22               | STS-125 Atlantis                          | Estats Units - John M. Grunsfeld · Estats Units - Andrew J. Feustel  | Servei al HST: Servei final al HST EVA, EVA final des del Transbordador espacial. Es substitueix la segona bateria, s'instal·la el FGS-3, es substitueix part de l'aïllament i una coberta de l'antena de baix guany. |
| 5 de juny 07:52      | 4 hores 54 minuts | 12:46               | Expedition 20 ISS Pirs                    | Rússia - Guennadi Pàdalka · Estats Units - Michael R. Barratt        | Es prepara el compartiment de transferència de mòdul del Zvezda per l'arribada del mòdul Poisk, s'instal·la l'antena d'acoblament pel mòdul i es fotografia per a l'avaluació a terra, també es fotografia la grúa Strela-2. Primer ús del vestit espacial Orlan-MK. |
| 10 de juny 06:55     | 12 minuts         | 07:07               | Expedition 20 ISS Zvezda                  | Rússia - Guennadi Pàdalka · Estats Units - Michael R. Barratt        | Passeig espacial intern en el compartiment despressuritzat del Zvezda, es substitueix una de les escotilles del Zvezda amb el con d'acoblament, en preparació per l'acoblament del Poisk, a finals d'aquest any. |
| 18 de juliol 16:19   | 5 hores 32 minuts | 21:51               | STS-127 ISS Quest                         | Estats Units - David Wolf · Estats Units - Timothy L. Kopra          | JEF instal·lat i desplegat el P3 nadir UCCAS. Del motor exterior del zenit del S3 s'ajorna el desplegament del PAS per falta de temps. |
| 20 de juliol 15:27   | 6 hores 53 minuts | 22:20               | STS-127 ISS Quest                         | Estats Units - David Wolf · Estats Units - Thomas Marshburn          | Es transfereix el Orbital Replacement Units (ORUs) des del Shuttle Integrated Cargo Carrier (ICC) al External Stowage Platform-3 (ESP-3). Es transfereixen materials inclosos l'antena d'alt guany, el sistema de refrigeració de la bomba del mòdul i les peces de recanvi per a la Mobile Servicing System. S'ajorna la instal·lació del JEF Visual Equipment (JEF-VE) en la secció més avançada per falta de temps.                                                                      |
| 22 de juliol 14:32   | 5 hores 59 minuts | 20:31               | STS-127 ISS Quest                         | Estats Units - David Wolf · Estats Units - Christopher Cassidy       | Feina de preparació del JPM, ICS-EF MLI, i substitució de la bateria del P6 (2 de 6 unitats). L'EVA es va veure interrompuda a causa dels alts nivells de Plantilla:Co2 en el vestit espacial d'en Cassidy. |
| 24 de juliol 13:54   | 7 hores 12 minuts | 21:06               | STS-127 ISS Quest                         | Estats Units - Christopher Cassidy · Estats Units - Thomas Marshburn | Substitució de la bateria del P6 (final 4 de 6). |
| 27 de juliol 11:33   | 4 hores 54 minuts | 16:27               | STS-127 ISS Quest                         | Estats Units - Christopher Cassidy · Estats Units - Thomas Marshburn | Reajust en la coberta termal del SPDM, reconfiguració del panell de connexions del Z1, instal·lació d'equips visuals del JEM (JEM-VE) (a proa i a popa), i reconfiguracions JEM-LTA. El desplegament del S3 Nadir PAS (exterior) va ser ajornat a una missió posterior. |
| 1 de setembre 21:49  | 6 hores 35 minuts | 2 de setembre 04:24 | STS-128 ISS Quest                         | Estats Units - John D. Olivas · Estats Units - Nicole P. Stott       | Es prepara la substitució del tanc buit d'amoníac en l'armadura del port de l'estació. Es recuperen els experiments MISSE-6 i EuTEF muntats a l'exterior del Columbus, i els van guardar a la zona de càrrega del transbordador per al seu retorn a la Terra. Na Nicole Stott es converteix en la desena dona en dur a terme un passeig espacial. |
| 3 de setembre 22:13  | 6 hores 39 minuts | 4 de setembre 04:51 | STS-128 ISS Quest                         | Estats Units - John D. Olivas · Suècia - Christer Fuglesang          | Es mou el nou tanc d'amoníac de la zona de càrrega del transbordador a la seva ubicació de l'estació. El nou tanc, que pesa sobre els 820 kg, va ser la massa més gran mai moguda per astronautes en passeig espacial. Amb aquest passeig espacial, en Christer Fuglesang fou la primera persona, sense formar part d'un programa espacial americà o rus, en haver participat en quatre o més passeigs espacials.                                                                           |
| 5 de setembre 20:39  | 7 hores 1 minute  | 6 de setembre 03:40 | STS-128 ISS Quest                         | Estats Units - John D. Olivas · Suècia - Christer Fuglesang          | Es prepara l'arribada del Tranquility posant cables que subjecten l'armadura d'estribord i el Unity, la zona s'ubicarà el Tranquility. Els astronautes van substituir un dispositiu sensor de comunicacions, van col·locar dos noves antenes GPS, es desplega el PAS en l'armadura del S3, i es substitueix un interruptor de circuit. |
| 19 de novembre 14:24 | 6 hores 37 minuts | 21:01               | STS-129 ISS Quest                         | Estats Units - Michael Foreman · Estats Units - Robert Satcher       | S'instal·la una antena de reserva a la carcassa de l'estació i un suport per a les línies d'amoníac en la Unity. Es lubrica els mecanismes de moviment del Payload Orbital Replacement Unit Attachment Device en el Mobile Base System i es lubriquen les anelles del braç robòtic japonès de l'estació. Es desplega a l'exterior del S3 el Payload Attach System. |
| 21 de novembre 14:31 | 6 hores 8 minuts  | 20:39               | STS-129 ISS Quest                         | Estats Units - Michael Foreman · Estats Units - Randolph Bresnik     | S'instal·la el GATOR (Grappling Adaptor to On-Orbit Railing) al Columbus i una antena de radioaficionat addicional. S'instal·la en la carcassa de l'antenna una càmera de video sense fil. Es mou el Floating Potential Measurement Unit que registra la potència elèctrica de l'estació mentre gira al voltant de la Terra. Desplegat dos suports per subjectar la càrrega en l'armadura.                                                                                                  |
| 23 de novembre 13:24 | 5 hores 42 minuts | 19:06               | STS-129 ISS Quest                         | Estats Units - Robert Satcher · Estats Units - Randolph Bresnik      | S'instal·la un nou High Pressure Gas Tank (HPGT) en el Quest. S'instal·la el MISSE-7A i 7B en el ELC-2. Es capturen dos micrometeoroides i brossa espacial (MMOD) en les armadures del External Stowage Platform #2. Reubicació d'ancoratge per als peus, es va donar a conèixer un pern de l'Ammonia Tank Assembly, s'instal·la les cobertes tèrmiques en les càmeres del sistema de servei mòbili el Canadarm 2. Es van treballar els cables de l'escalfador en l'adaptador d'acoblament. |

## Resum de llançaments orbitals

### Per país
| País                           | Llançaments | Reeixits | Errors | Errors parcials | Comentaris                         |
| ------------------------------ | ----------- | -------- | ------ | --------------- | ---------------------------------- |
| Europa - Europa                | 7           | 7        | 0      | 0               |                                    |
| Índia                          | 2           | 2        | 0      | 0               |                                    |
| Nacions Unides - Internacional | 4           | 4        | 0      | 0               | Sea/Land Launch                    |
| Iran                           | 1           | 1        | 0      | 0               | Primer llançament orbital amb èxit |
| Japó                           | 3           | 3        | 0      | 0               |                                    |
| Corea del Nord                 | 1           | 0        | 1      | 0               | Resultat disputat                  |
| República Popular de la Xina   | 6           | 5        | 0      | 1               |                                    |
| Rússia/ CEI - CIS              | 29          | 28       | 1      | 0               |                                    |
| Corea del Sud                  | 1           | 0        | 1      | 0               | Amb assistència russa              |
| Estats Units                   | 24          | 23       | 1      | 0               |                                    |

### Per coet

#### Per família
| Família                | País                         | Llançaments | Reeixits | Errors | Errors parcials | Comentaris                 |
| ---------------------- | ---------------------------- | ----------- | -------- | ------ | --------------- | -------------------------- |
| Angara                 | Rússia                       | 1           | 0        | 1      | 0               | Vol inaugural              |
| Ariane                 | Europa                       | 7           | 7        | 0      | 0               |                            |
| Atlas                  | Estats Units                 | 5           | 5        | 0      | 0               |                            |
| Delta                  | Estats Units                 | 11          | 11       | 0      | 0               |                            |
| Falcon                 | Estats Units                 | 1           | 1        | 0      | 0               |                            |
| H-II                   | Japó                         | 3           | 3        | 0      | 0               |                            |
| Llarga Marxa           | República Popular de la Xina | 6           | 5        | 0      | 1               |                            |
| Minotaur               | Estats Units                 | 1           | 1        | 0      | 0               |                            |
| Pegasus                | Estats Units                 | 1           | 0        | 1      | 0               |                            |
| R-7                    | Rússia                       | 13          | 12       | 1      | 0               |                            |
| R-14                   | Rússia                       | 1           | 1        | 0      | 0               |                            |
| R-36                   | Ucraïna                      | 2           | 2        | 0      | 0               |                            |
| Safir                  | Iran                         | 1           | 1        | 0      | 0               | Primer llançament amb èxit |
| SLV                    | Índia                        | 2           | 2        | 0      | 0               |                            |
| Transbordador espacial | Estats Units                 | 5           | 5        | 0      | 0               |                            |
| Unha                   | Corea del Nord               | 1           | 0        | 1      | 0               | Resultat disputat          |
| Universal Rocket       | Rússia                       | 13          | 13       | 0      | 0               |                            |
| Energia                | Ucraïna                      | 4           | 4        | 0      | 0               |                            |

#### Per tipus
| Coet                   | País                         | Família                | Llançaments | Reeixits | Errors | Errors parcials | Comentaris    |
| ---------------------- | ---------------------------- | ---------------------- | ----------- | -------- | ------ | --------------- | ------------- |
| Ariane 5               | Europa                       | Ariane                 | 7           | 7        | 0      | 0               |               |
| Atlas V                | Estats Units                 | Atlas                  | 5           | 5        | 0      | 0               |               |
| Delta II               | Estats Units                 | Delta                  | 8           | 8        | 0      | 0               |               |
| Delta IV               | Estats Units                 | Delta                  | 3           | 3        | 0      | 0               |               |
| Dnepr                  | Ucraïna                      | R-36                   | 1           | 1        | 0      | 0               |               |
| Falcon 1               | Estats Units                 | Falcon                 | 1           | 1        | 0      | 0               | Retirat       |
| H-IIA                  | Japó                         | H-II                   | 2           | 2        | 0      | 0               |               |
| H-IIB                  | Japó                         | H-II                   | 1           | 1        | 0      | 0               | Vol inaugural |
| Kosmos                 | Rússia                       | R-12/R-14              | 1           | 1        | 0      | 0               |               |
| Llarga Marxa 2         | República Popular de la Xina | Llarga Marxa           | 3           | 3        | 0      | 0               |               |
| Llarga Marxa 3         | República Popular de la Xina | Llarga Marxa           | 2           | 1        | 0      | 1               |               |
| Llarga Marxa 4         | República Popular de la Xina | Llarga Marxa           | 1           | 1        | 0      | 0               |               |
| Minotaur I             | Estats Units                 | Minotaur               | 1           | 1        | 0      | 0               |               |
| Naro                   | Rússia · Corea del Sud       | Angara                 | 1           | 0        | 1      | 0               | Vol inaugural |
| Proton                 | Rússia                       | Universal Rocket       | 10          | 10       | 0      | 0               |               |
| PSLV                   | Índia                        | SLV                    | 2           | 2        | 0      | 0               |               |
| Safir                  | Iran                         | Safir                  | 1           | 1        | 0      | 0               |               |
| Soiuz                  | Rússia                       | R-7                    | 13          | 12       | 1      | 0               |               |
| Transbordador espacial | Estats Units                 | Transbordador espacial | 5           | 5        | 0      | 0               |               |
| Taurus                 | Estats Units                 | Pegasus                | 1           | 0        | 1      | 0               |               |
| Tsyklon                | Ucraïna                      | R-36                   | 1           | 1        | 0      | 0               | Retirat       |
| Unha                   | Corea del Nord               | Unha                   | 1           | 0        | 1      | 0               |               |
| UR-100                 | Rússia                       | Universal Rocket       | 3           | 3        | 0      | 0               |               |
| Zenit                  | Ucraïna                      | Energia                | 4           | 4        | 0      | 0               |               |

#### Per configuració
| Coet                   | País                         | Tipus                  | Llançaments | Reeixits | Errors | Errors parcials | Comentaris    |
| ---------------------- | ---------------------------- | ---------------------- | ----------- | -------- | ------ | --------------- | ------------- |
| Ariane 5ECA            | Europe                       | Ariane 5               | 6           | 6        | 0      | 0               |               |
| Ariane 5GS             | Europe                       | Ariane 5               | 1           | 1        | 0      | 0               | Retirat       |
| Atlas V 401            | Estats Units                 | Atlas V                | 3           | 3        | 0      | 0               |               |
| Atlas V 421            | Estats Units                 | Atlas V                | 1           | 1        | 0      | 0               |               |
| Atlas V 431            | Estats Units                 | Atlas V                | 1           | 1        | 0      | 0               |               |
| Delta II 7320          | Estats Units                 | Delta II               | 2           | 2        | 0      | 0               |               |
| Delta II 7920          | Estats Units                 | Delta II               | 3           | 3        | 0      | 0               |               |
| Delta II 7925          | Estats Units                 | Delta II               | 3           | 3        | 0      | 0               | Retirat       |
| Delta IV-H             | Estats Units                 | Delta IV               | 1           | 1        | 0      | 0               |               |
| Delta IV-M+(4,2)       | Estats Units                 | Delta IV               | 1           | 1        | 0      | 0               |               |
| Delta IV-M+(5,4)       | Estats Units                 | Delta IV               | 1           | 1        | 0      | 0               | Vol inaugural |
| Dnepr-1                | Ucraïna                      | Dnepr                  | 1           | 1        | 0      | 0               |               |
| Falcon 1               | Estats Units                 | Falcon                 | 1           | 1        | 0      | 0               |               |
| H-IIA 202              | Japó                         | H-IIA                  | 2           | 2        | 0      | 0               |               |
| H-IIB 304              | Japó                         | H-IIB                  | 1           | 1        | 0      | 0               | Vol inaugural |
| Kosmos-3M              | Rússia                       | Kosmos                 | 1           | 1        | 0      | 0               |               |
| Llarga Marxa 2C        | República Popular de la Xina | Llarga Marxa 2         | 2           | 2        | 0      | 0               |               |
| Llarga Marxa 2D        | República Popular de la Xina | Llarga Marxa 2         | 1           | 1        | 0      | 0               |               |
| Llarga Marxa 3B        | República Popular de la Xina | Llarga Marxa 3         | 1           | 0        | 0      | 1               |               |
| Llarga Marxa 3C        | República Popular de la Xina | Llarga Marxa 3         | 1           | 1        | 0      | 0               |               |
| Llarga Marxa 4C        | República Popular de la Xina | Llarga Marxa 3         | 1           | 1        | 0      | 0               |               |
| Minotaur I             | Estats Units                 | Minotaur I             | 1           | 1        | 0      | 0               |               |
| Naro-1                 | Rússia · Corea del Sud       | Naro                   | 1           | 0        | 1      | 0               | Vol inaugural |
| Proton-K/DM-2          | Rússia                       | Proton                 | 1           | 1        | 0      | 0               |               |
| Proton-M/DM-2          | Rússia                       | Proton                 | 1           | 1        | 0      | 0               |               |
| Proton-M/Briz-M        | Rússia                       | Proton                 | 8           | 8        | 0      | 0               |               |
| PSLV-CA                | Índia                        | PSLV                   | 2           | 2        | 0      | 0               |               |
| Rókot/Briz-KM          | Rússia                       | UR-100                 | 3           | 3        | 0      | 0               |               |
| Safir                  | Iran                         | Safir                  | 1           | 1        | 0      | 0               |               |
| Soiuz-2.1a/Fregat      | Rússia                       | Soiuz                  | 1           | 0        | 1      | 0               |               |
| Soiuz-2.1b/Fregat      | Rússia                       | Soiuz                  | 1           | 1        | 0      | 0               |               |
| Soiuz-FG               | Rússia                       | Soiuz                  | 4           | 4        | 0      | 0               |               |
| Soiuz-U                | Rússia                       | Soiuz                  | 7           | 7        | 0      | 0               |               |
| Transbordador espacial | Estats Units                 | Transbordador espacial | 5           | 5        | 0      | 0               |               |
| Taurus-XL 3110         | Estats Units                 | Taurus                 | 1           | 0        | 1      | 0               |               |
| Tsyklon-3              | Ucraïna                      | Tsyklon                | 1           | 1        | 0      | 0               | Retirat       |
| Unha                   | Corea del Nord               | Unha                   | 1           | 0        | 1      | 0               |               |
| Zenit-3SL              | Ucraïna                      | Zenit                  | 1           | 1        | 0      | 0               |               |
| Zenit-3SLB             | Ucraïna                      | Zenit                  | 3           | 3        | 0      | 0               |               |

### Per zona de llançament
| Lloc            | País                           | Llançaments | Reeixits | Errors | Errors parcials | Comentaris        |
| --------------- | ------------------------------ | ----------- | -------- | ------ | --------------- | ----------------- |
| Baikonur        | Kazakhstan                     | 24          | 24       | 0      | 0               |                   |
| Cape Canaveral  | Estats Units                   | 11          | 11       | 0      | 0               |                   |
| Jiuquan         | República Popular de la Xina   | 2           | 2        | 0      | 0               |                   |
| Kennedy         | Estats Units                   | 5           | 5        | 0      | 0               |                   |
| Kwajalein Atoll | Illes Marshall                 | 1           | 1        | 0      | 0               |                   |
| Kourou          | França                         | 7           | 7        | 0      | 0               |                   |
| MARS            | Estats Units                   | 1           | 1        | 0      | 0               |                   |
| Ocean Odyssey   | Nacions Unides - Internacional | 1           | 1        | 0      | 0               |                   |
| Naro            | Corea del Sud                  | 1           | 0        | 1      | 0               | Primer llançament |
| Plesetsk        | Rússia                         | 8           | 7        | 1      | 0               |                   |
| Satish Dhawan   | Índia                          | 2           | 2        | 0      | 0               |                   |
| Semnan          | Iran                           | 1           | 1        | 0      | 0               |                   |
| Taiyuan         | República Popular de la Xina   | 2           | 2        | 0      | 0               |                   |
| Tanegashima     | Japó                           | 3           | 3        | 0      | 0               |                   |
| Tonghae         | Corea del Nord                 | 1           | 0        | 1      | 0               |                   |
| Vandenberg      | Estats Units                   | 6           | 5        | 1      | 0               |                   |
| Xichang         | República Popular de la Xina   | 2           | 1        | 0      | 1               |                   |

### Per òrbita
| Règim orbital             | Llançaments | Assolits | No Assolits | Assolits Accidentalment | Comentaris                                                                         |
| ------------------------- | ----------- | -------- | ----------- | ----------------------- | ---------------------------------------------------------------------------------- |
| No van assolir l'òrbita   | N/A         | N/A      | N/A         | 3                       |                                                                                    |
| Òrbita baixa              | 43          | 40       | 3           | 0                       | 14 cap a l'ISS, 1 al HST, Inclou l'error de llançament disputat de Corea del Nord  |
| Òrbita mitjana            | 3           | 3        | 0           | 2                       |                                                                                    |
| Geosíncrona/transferència | 24          | 23       | 1           | 0                       |                                                                                    |
| Òrbita alta               | 3           | 2        | 1           | 0                       | S'inclou les òrbites altament el·líptiques i de Molnia i trajectòries trans-lunar. |
| Heliocèntrica             | 1           | 1        | 0           | 0                       |                                                                                    |